# BMW-Chronik

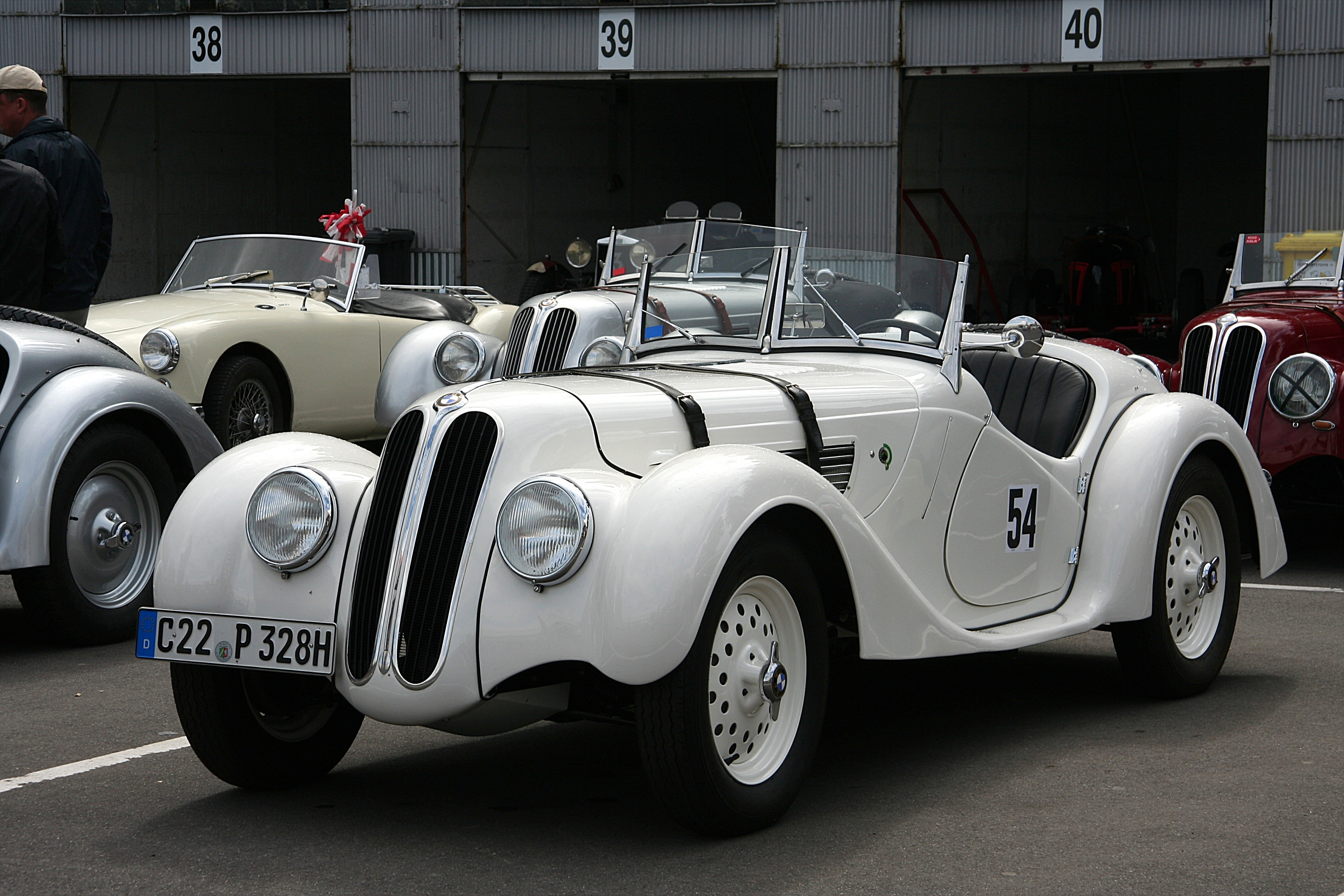
BMW 328, 1936

Die Geschichte der Bayerischen Motoren Werke Aktiengesellschaft beginnt 1913 mit der von Karl Rapp in München gegründeten Rapp Motorenwerke GmbH und den im gleichen Jahr von Gustav Otto gegründeten Otto-Werken GmbH. 1916 schlossen sich diese beiden Unternehmen unter dem Namen Bayerische Flugzeugwerke zusammen. Ab dem 17. Juli 1917 firmierten die Bayerischen Flugzeugwerke als Bayerische Motoren Werke GmbH; am 17. August wurde die GmbH in eine Aktiengesellschaft umgewandelt. Am 5. Oktober 1918 ließen die Bayerischen Motorenwerke ihr Markenzeichen, den stilisierten sich drehenden weiß-blauen Propeller beim Patentamt in Berlin schützen.

## Zeittafel

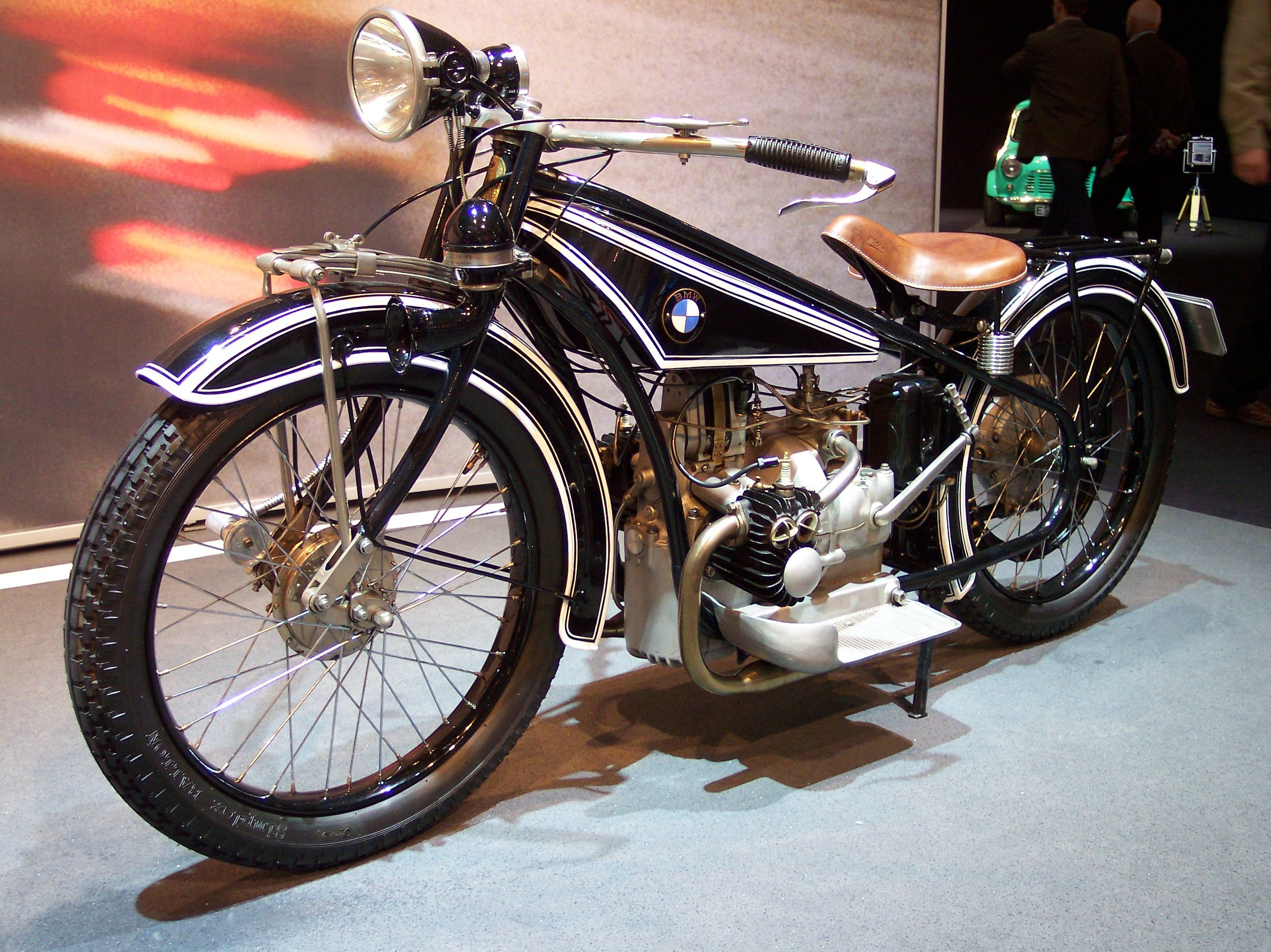
Erstes BMW-Motorrad, die R 32

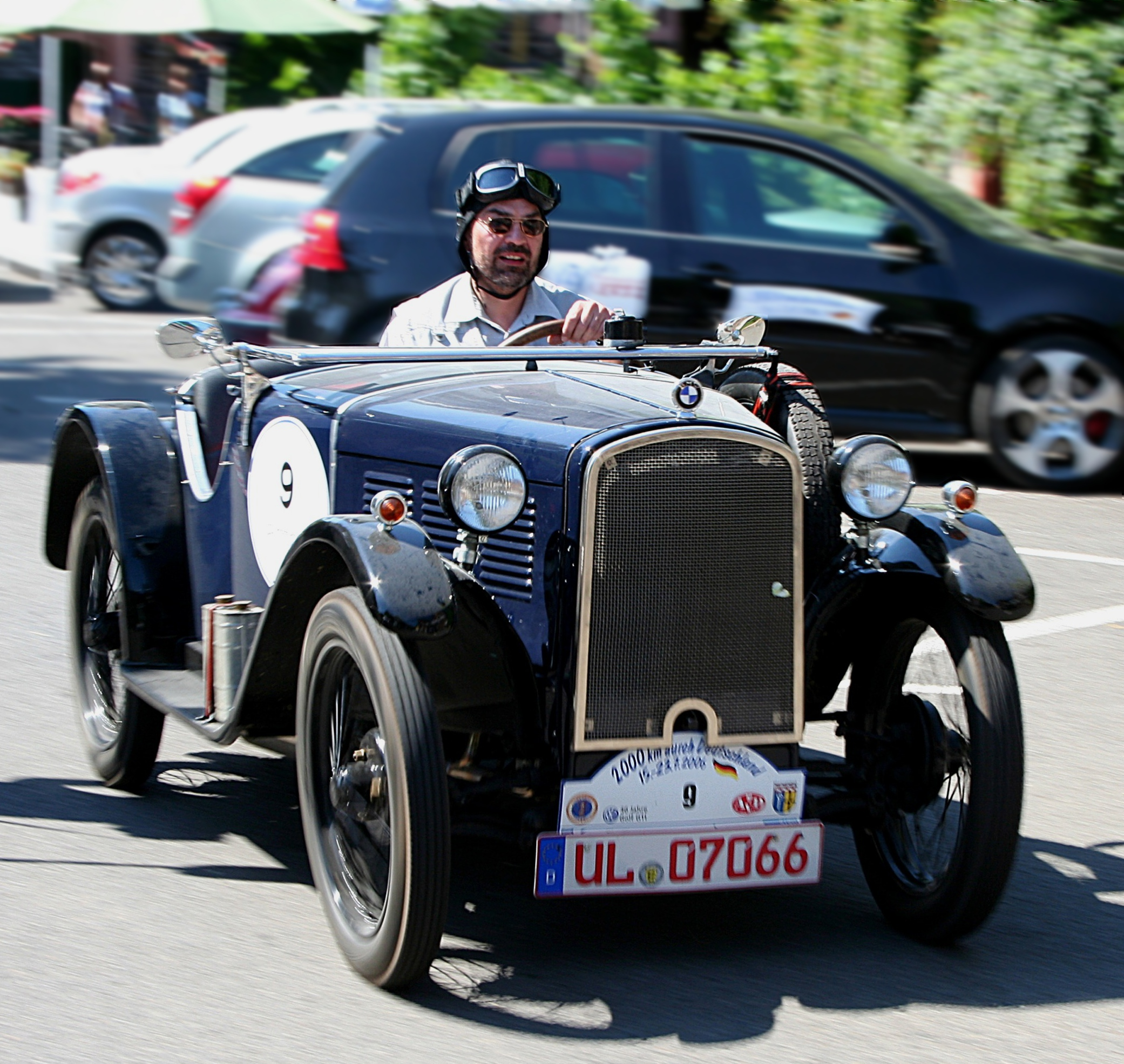
BMW Dixi von 1930

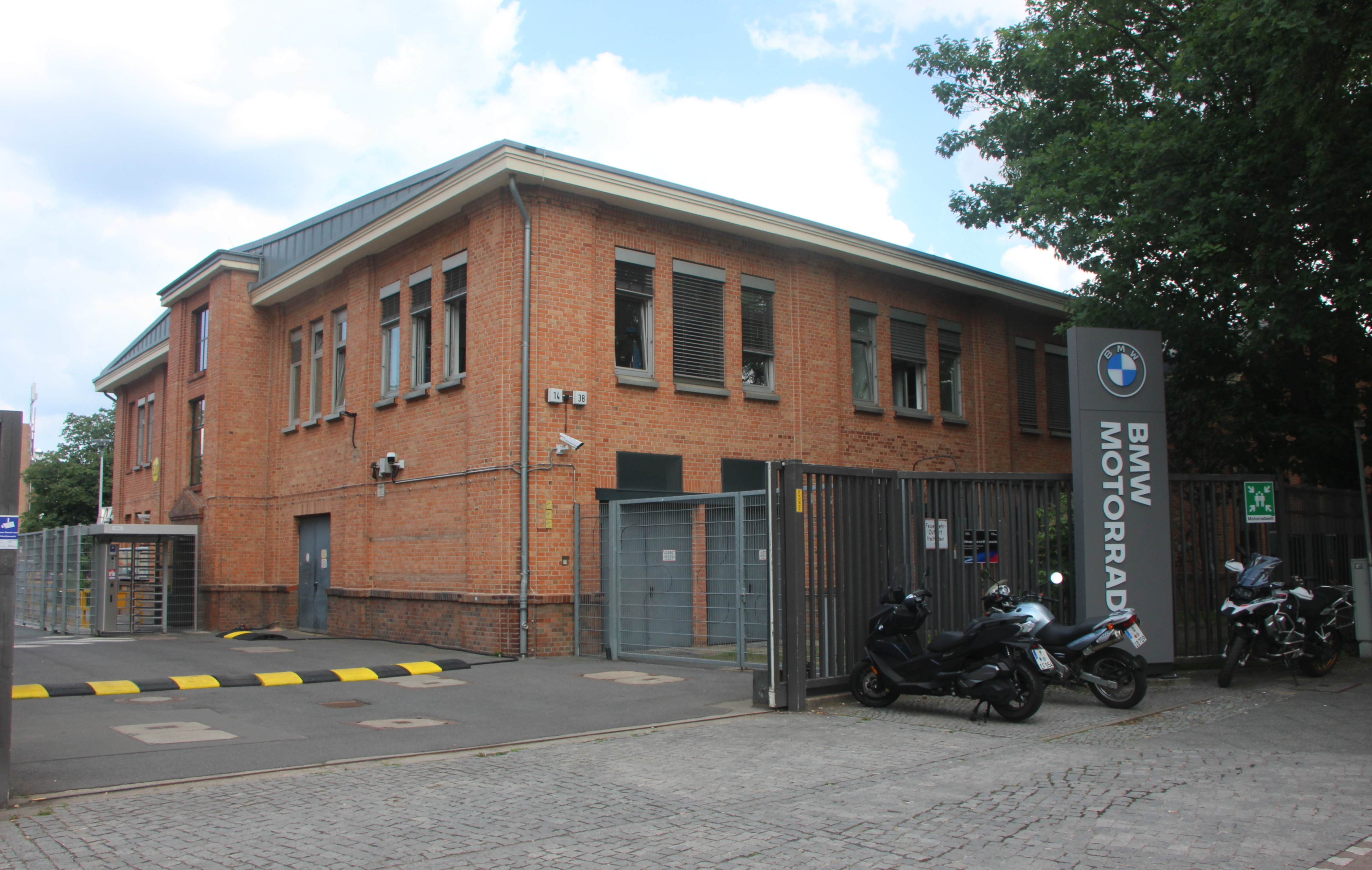
Teil des BMW-Werks Berlin

- 1916: Gründung der Bayerischen Flugzeug-Werke (BFW) durch Zusammenschluss der Rapp Motorenwerke und der Otto-Werke
- 1917: Umbenennung der Bayerischen Flugzeugwerke in Bayerische Motoren Werke und Umwandlung der GmbH in eine AG
- 1918: Das Markenzeichen wird vom Patentamt in Berlin geschützt.
- 1919: Nach dem Kriegsende hatte die Arbeit vorübergehend geruht, am 1. Februar 1919 wird sie wieder aufgenommen.
- 1923: Bau des ersten Motorrades BMW R 32
- 1928: Übernahme der Fahrzeugfabrik Eisenach A.G.
- 1929: Bau des ersten Automobils BMW 3/15 PS bzw. AM1 in Eisenach
- 1933: Einführung der „BMW-Niere“ erstmals bei der Einführung des BMW 303 am 11. Februar 1933 zu sehen
- 1934: Ausgliederung der Sparte Flugmotoren in die BMW Flugmotorenbau GmbH
- 1939: Übernahme der Brandenburgischen Motorenwerke im Berliner  Bezirk Spandau (BMW-Flugmotorenwerke Brandenburg GmbH)
- 1944: Luftangriffe auf das Stammwerk in München-Milbertshofen mit starken Zerstörungen
- 1945: Erlaubnis zur Reparatur von US-Armeefahrzeugen und Motorradherstellung, aber gleichzeitig Demontage der Werke München und Allach
- 1948: Erstes Nachkriegsmotorrad
- 1954: Mit den Fahrern Wilhelm Noll und Fritz Cron Gewinn der ersten von 19 Gespann-Weltmeisterschaften auf BMW-Maschinen
- 1959: Historische Hauptversammlung, auf der die Übernahme durch Daimler-Benz verhindert werden kann und die Auslöser für das Engagement von Herbert Quandt ist[2][3]

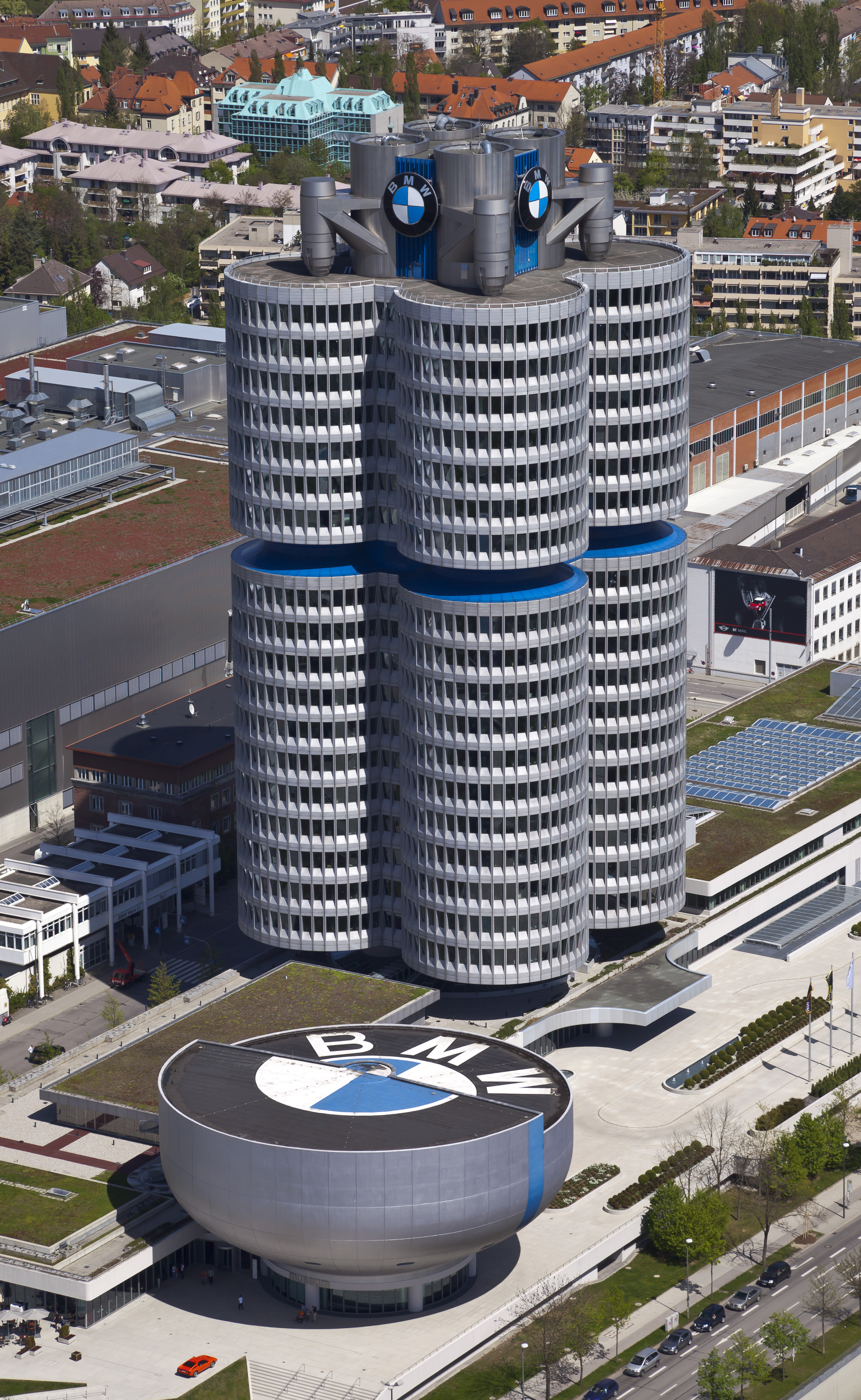
BMW Museum und „Vierzylinder“, seit 1973

- 1960: BMW beschäftigt 7.000 Mitarbeiter und erwirtschaftet einen Jahresumsatz von 239 Millionen DM
- 1961: Paul G. Hahnemann („Nischen-Paule“) wird Vertriebsvorstand
- 1962: Karl-Heinz Sonne übernimmt den Vorstandsvorsitz.
- 1963: Erstmals gibt es wieder eine Dividende.
- 1965: Der Slogan „Aus Freude am Fahren“ (ab 1969: „Freude am Fahren“) wird in der Marketing-Kommunikation eingesetzt.
- 1967: Übernahme der Hans Glas GmbH, anschließend Ausbau zum BMW-Werk Dingolfing
- 1967: Eröffnung des Motorradwerks in Berlin
- 1969: Umzug der gesamten Motorradsparte in das BMW-Werk Berlin in Spandau
- 1969: BMW beschäftigt 21.000 Mitarbeiter und erwirtschaftet einen Jahresumsatz von 1,5 Milliarden DM.
- 1970: Eberhard von Kuenheim übernimmt den Vorstandsvorsitz, er wird ihn bis 1993 innehaben. Gründung der Herbert Quandt Stiftung.
- 1971: Horst W. Urban (* 1936) wird Generalbevollmächtigter (bis 1974)[4]
- 1972: Fertigstellung des neuen Verwaltungsgebäudes („Vierzylinder“) neben dem Olympiapark in München
- 1972: Bau des Werks in Rosslyn bei Pretoria (Südafrika)
- 1973: Eröffnung des Werks Landshut und des BMW-Museums
- 1975: Alexander Calder gestaltet das erste BMW Art Car
- 1978: Vorstellung eines 5er mit Wasserstoffmotor in Zusammenarbeit mit dem DLR
- 1978: BMW beschäftigt 30.000 Mitarbeiter und erwirtschaftet einen Jahresumsatz von 6,0 Milliarden DM.
- 1979: Eröffnung des Motorenwerks in Steyr (Österreich)
- 1984: Eröffnung des neuen Motorradwerks in Berlin-Spandau

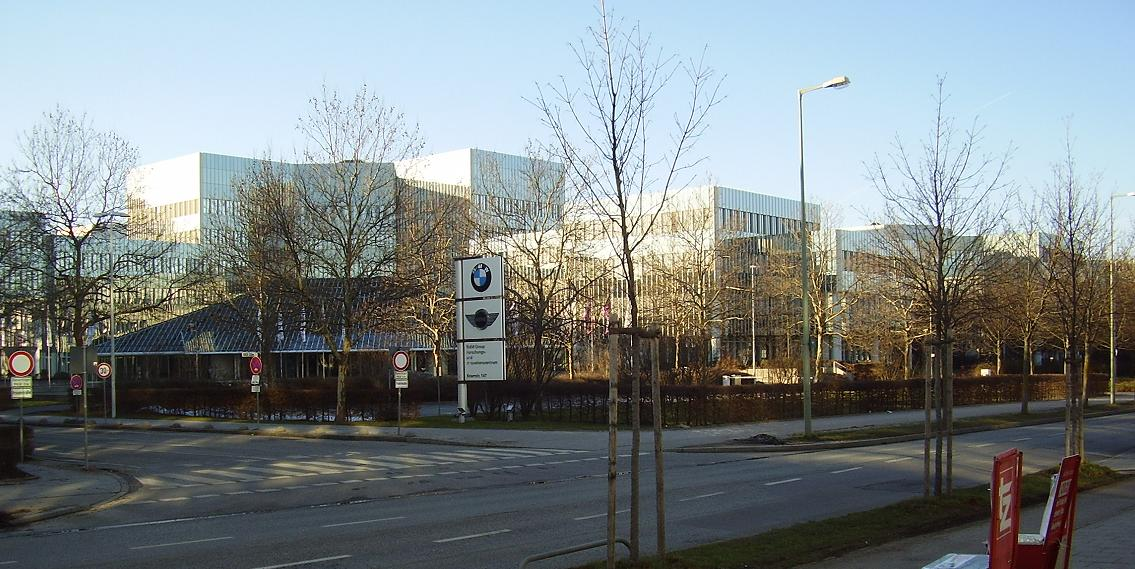
Forschungs- und Innovationszentrum München – Haupteingang Knorrstraße

- 1985: Baubeginn für das Forschungs- und Innovationszentrum (FIZ)
- 1985: Gründung der BMW Technik GmbH für Vorentwicklungen
- 1987: Eröffnung des Werks Regensburg
- 1990: Offizielle Eröffnung des FIZ
- 1990: BMW beschäftigt 70.900 Mitarbeiter und erwirtschaftet einen Jahresumsatz von 27,1 Milliarden DM.
- 1992: Eröffnung des Werks in den USA
- 1993: Bernd Pischetsrieder wird Vorstandsvorsitzender
- 1994: Kauf der Rover Group inklusive der Marke Mini
- 1995: Übernahme DesignworksUSA, nun BMW Group DesignworksUSA
- 1998: Im Mai startet die vierte Generation der 3er-Reihe[5]
- 1999: BMW schließt einen Vertrag mit dem russischen Unternehmen „Avtotor“ aus der Stadt Kaliningrad (ehemaliges Königsberg); Start der Autoherstellung
- 1999: Joachim Milberg übernimmt den Vorstandsvorsitz

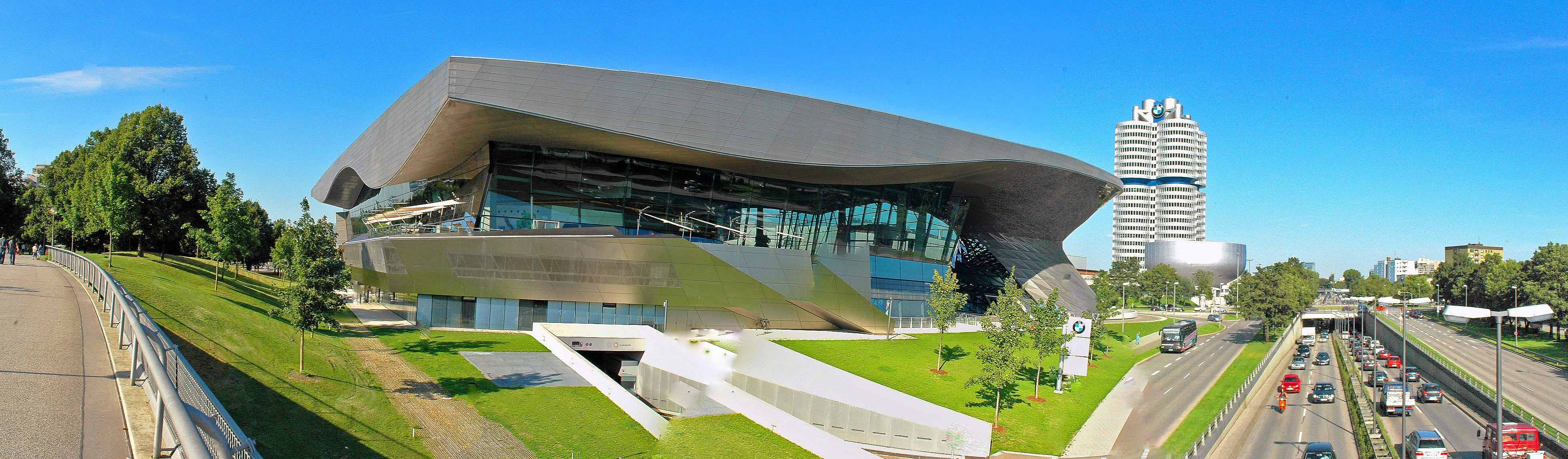
BMW Welt und BMW Tower in München

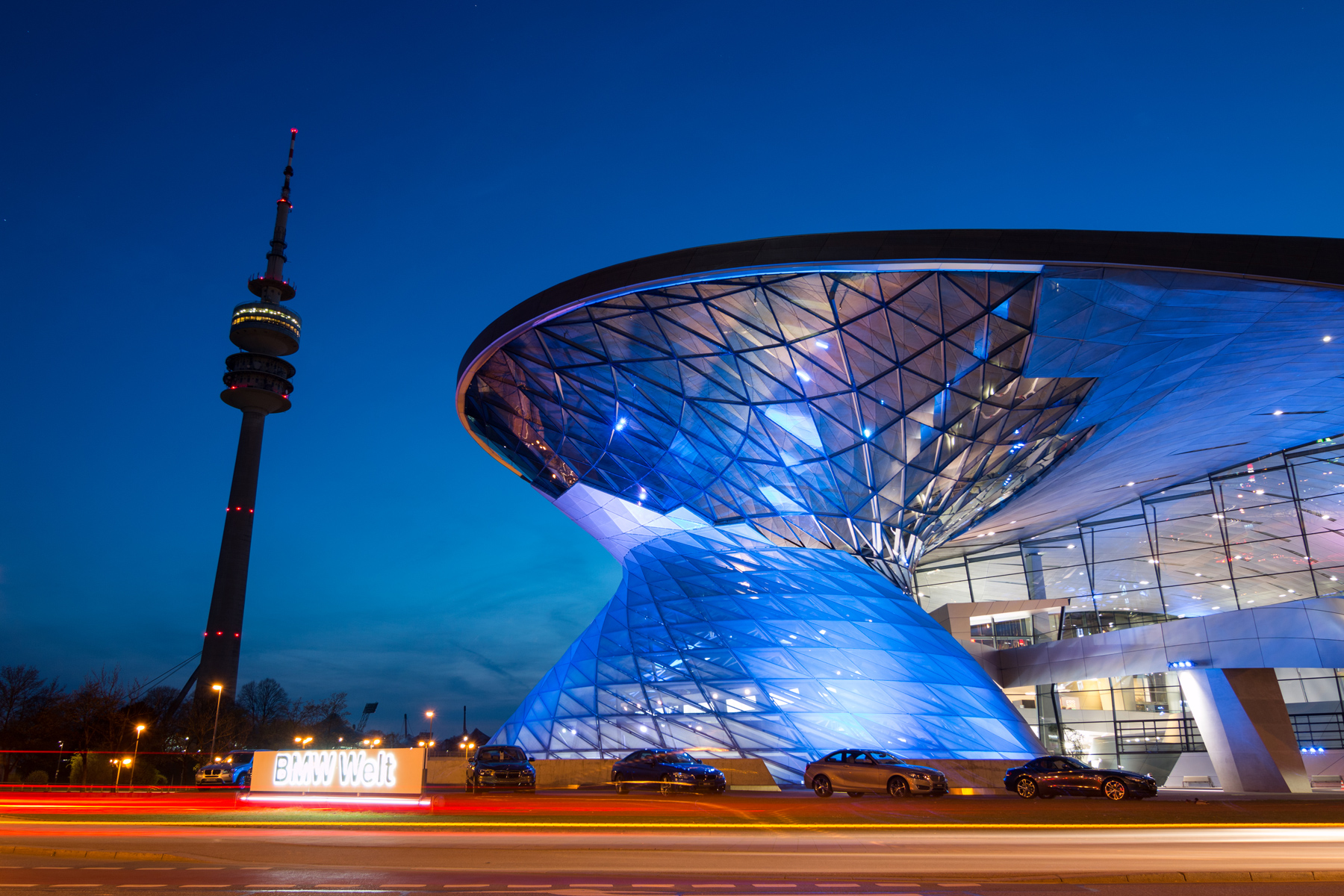
BMW Welt

- 2000: Gründung der Eberhard-von-Kuenheim-Stiftung
- 2000: Eröffnung des CKD-Werks in Thailand (BMW Manufacturing (Thailand))
- 2000: Verkauf von MG-Rover und Land Rover
- 2001: Eröffnung des BMW-Werks Hams Hall
- 2002: Helmut Panke wird Vorstandsvorsitzender. Baubeginn für das BMW-Werk Leipzig
- 2003: Erwerb der Namensrechte von Rolls-Royce
- 2003: Gründung des Joint Venture BMW Brilliance Automotive für Produktion und Vertrieb mit der Brilliance China Automotive Holdings in China
- 2004: Ankündigung, noch im Rahmen der aktuellen 7er-Reihe (2001–2008) ein Serienfahrzeug mit Wasserstoffmotor auf den Markt zu bringen, siehe BMW Hydrogen 7
- 2004: Baubeginn für die BMW Welt (Auslieferungszentrum für BMW Automobile) München
- 2005: Offizielle Eröffnung des neuen BMW-Werkes Leipzig am 13. Mai 2005
- 2005: Offizielle Eröffnung der neuen Zentralen Teile-Auslieferung (Werk 2.70) in Gaubitzhausen bei Dingolfing am 15. Juni 2005
- 2006: Norbert Reithofer wird Vorstandsvorsitzender
- 2007: CKD-Werk in Chennai wird eröffnet
- 2007: BMW Motorrad übernimmt Husqvarna Motorcycles
- 2007: Eröffnung der BMW Welt in München
- 2008: Neueröffnung des BMW Museums in München nach vierjähriger Umgestaltung am 19. Juni 2008
- 2012: Ausbau der Kooperation mit Toyota[6]
- 2013: Verkauf von Husqvarna Motorcycles an Pierer Industrie, den Eigentümer der KTM AG[7]
- 2013: Einführung der chinesischen Automobilmarke Zinoro durch BMW Brilliance Automotive[8]
- 2014: CKD-Werk in Araquari (Brasilien) startet seine Produktion.
- 2015: Harald Krüger löst Norbert Reithofer als Vorstandsvorsitzenden ab
- 2016: BMW feiert das 100-jährige Gründungsjubiläum und verkündet eine Allianz mit Intel und Mobileye, mit dem Ziel, im Jahr 2021 ein Selbstfahrendes Kraftfahrzeug in Serie einzuführen.[9][10]
- 2016: Ende November plant BMW mit weiteren Anbietern ein Netz von Schnellladestationen für E-Autos,[11] das Ende April 2017 von der EU-Kommission genehmigt wurde.[12]
- 2017: Im Februar 2017 wurde gemeldet, dass der Slowake Jozef Kabaň, seit 2008 Chefdesigner bei Škoda Auto in Tschechien, in gleicher Funktion zu BMW wechselt.[13]
- 2018: Zusammen mit der chinesischen Great Wall Motor Company Limited erfolgt im Juli 2018 die Gründung des Gemeinschaftsunternehmens Spotlight Automotive Ltd. mit Sitz in Zhangjiagang zur Entwicklung und Produktion von Elektroautos.[14]
- 2019: Oliver Zipse löst Harald Krüger als Vorstandsvorsitzenden ab
- 2023: Eröffnung der BMW Motorrad Welt am Motorradwerk in Berlin-Spandau.[15][16]

## Produkthistorie

### Start bis 1976

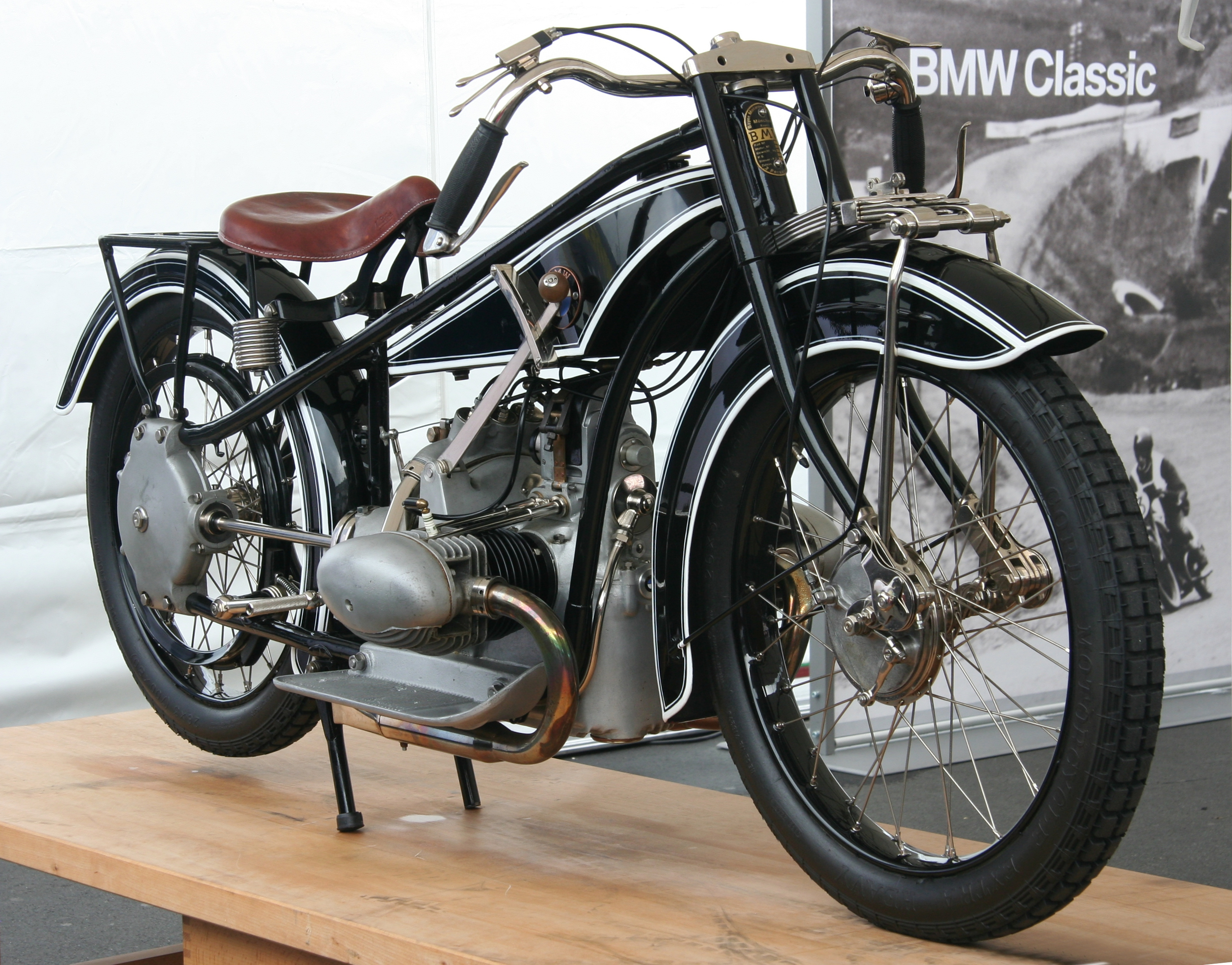
BMW R 37 mit OHV-Motor, 1925

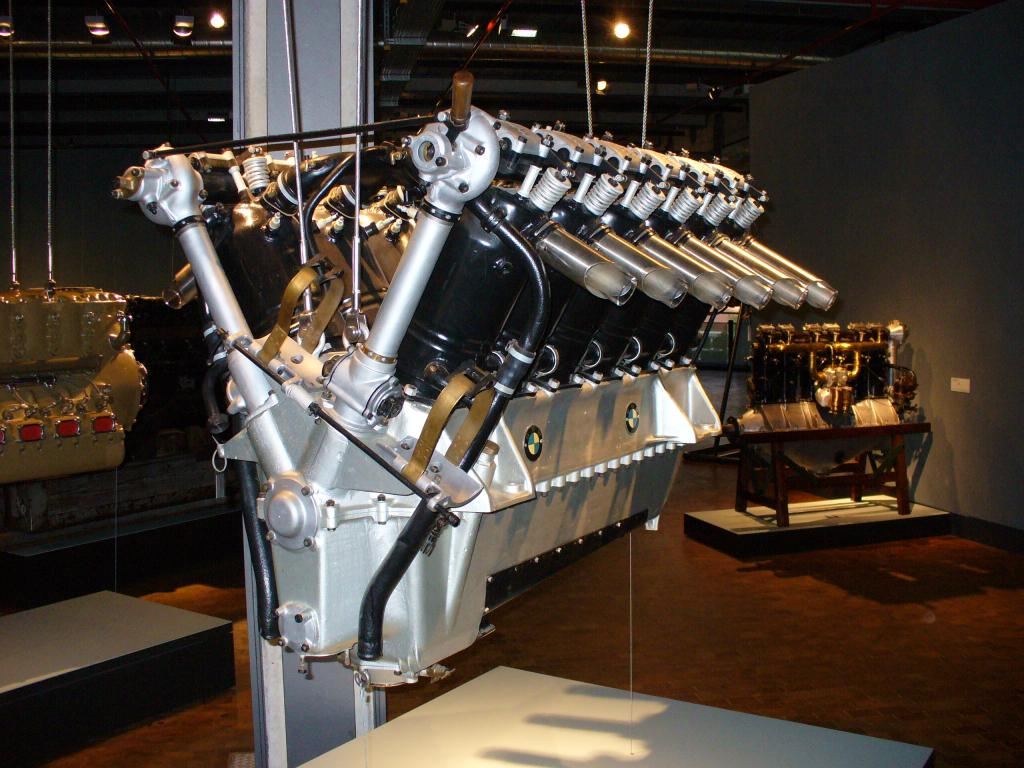
Zwölfzylinder-Flugzeugmotor BMW VI (1926)

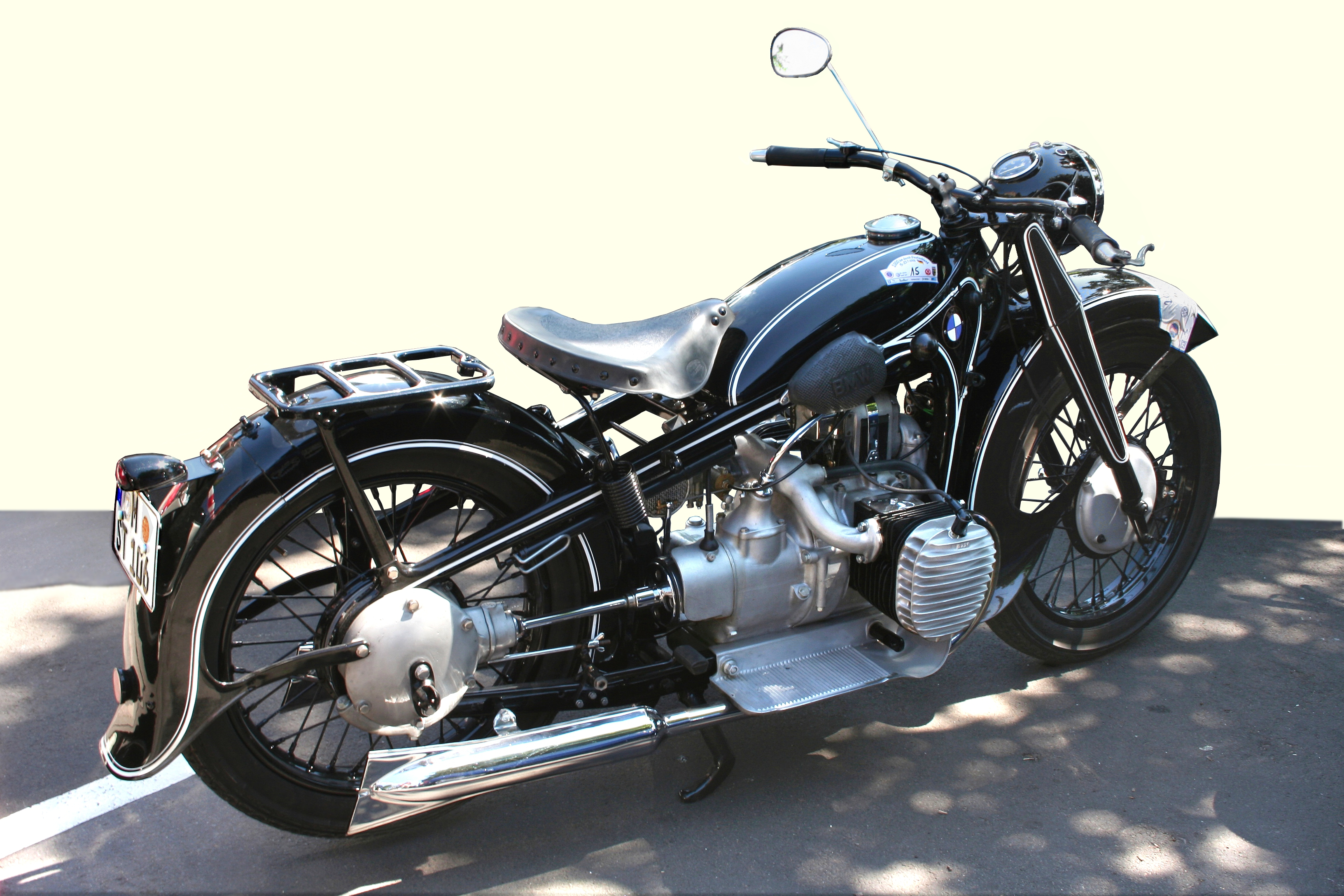
BMW R 12, erstes serienmäßiges Motorrad mit Teleskopgabel

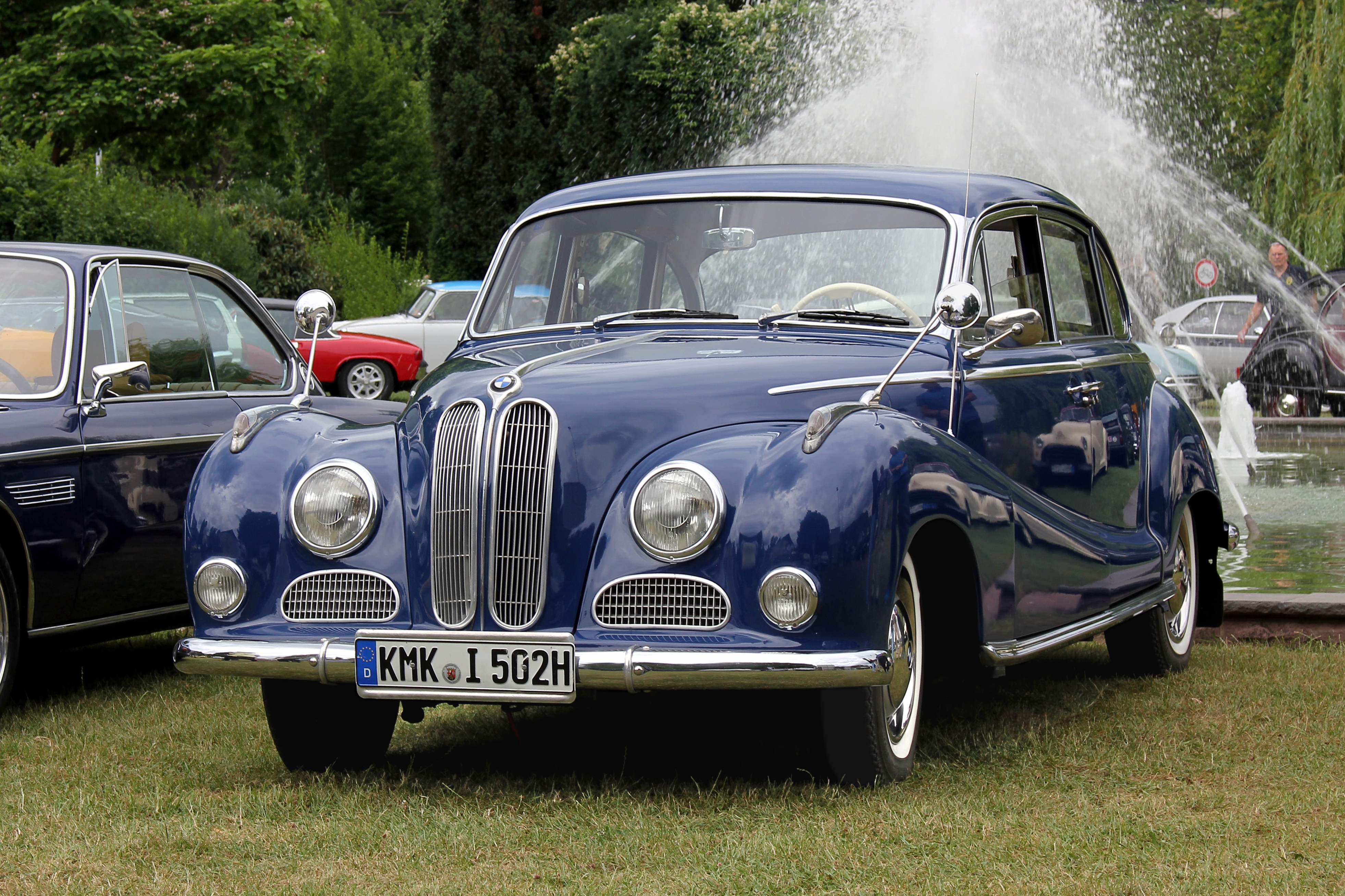
BMW 502, erster BMW mit Achtzylindermotor, 1954

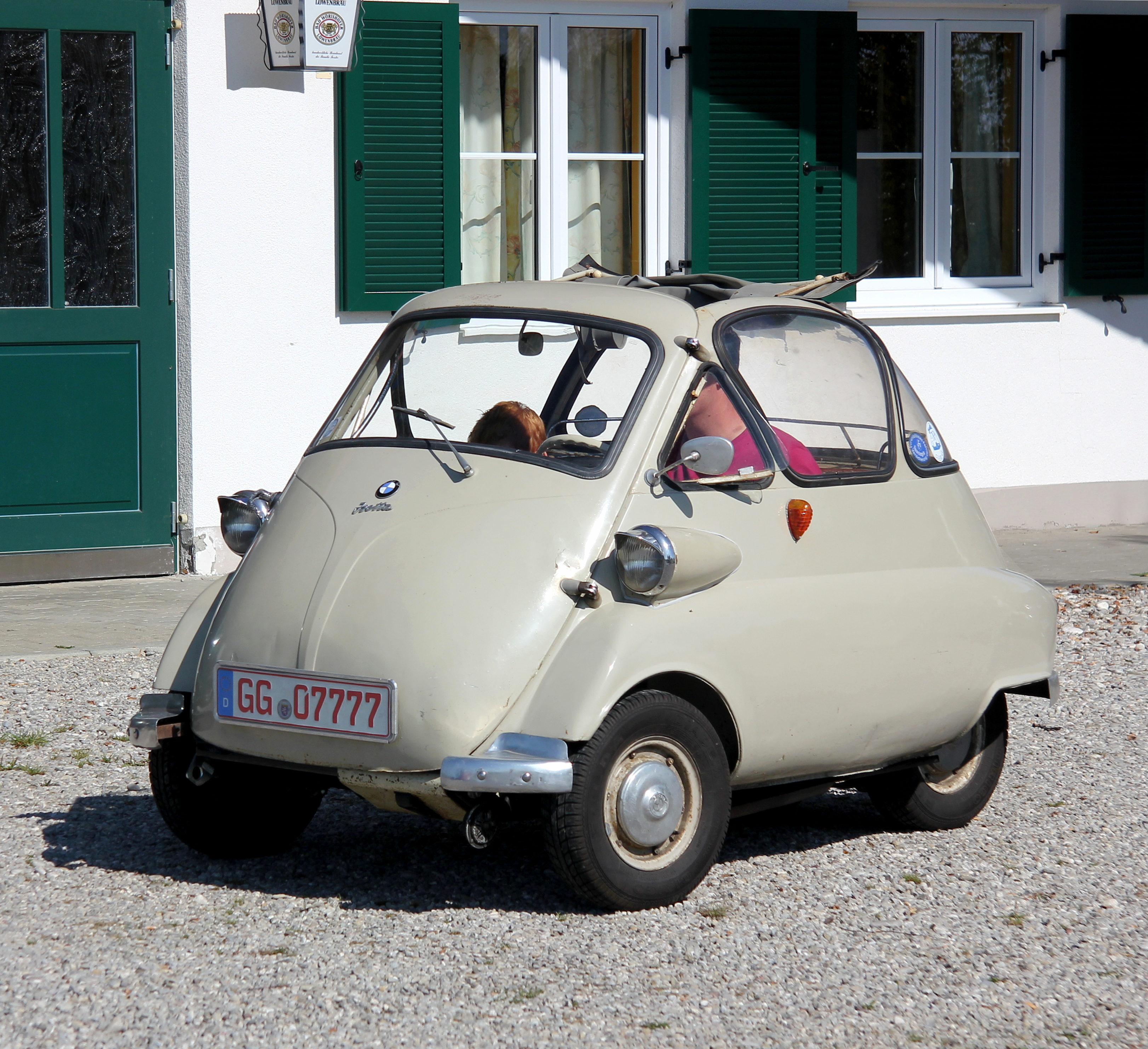
BMW Isetta, Baujahr 1955

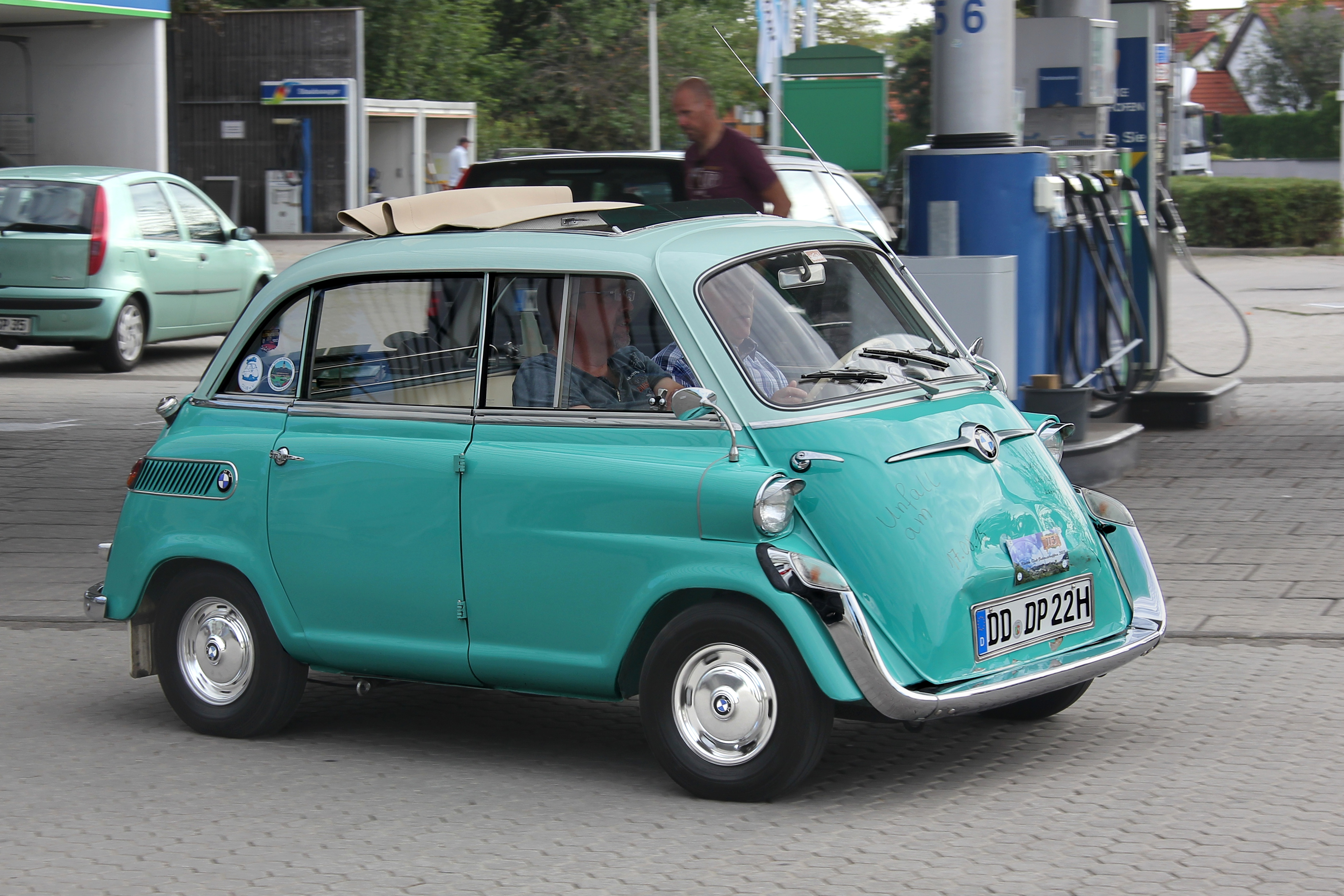
BMW 600, Kleinwagen mit Fronttür (Seitentür nur rechts), 1957

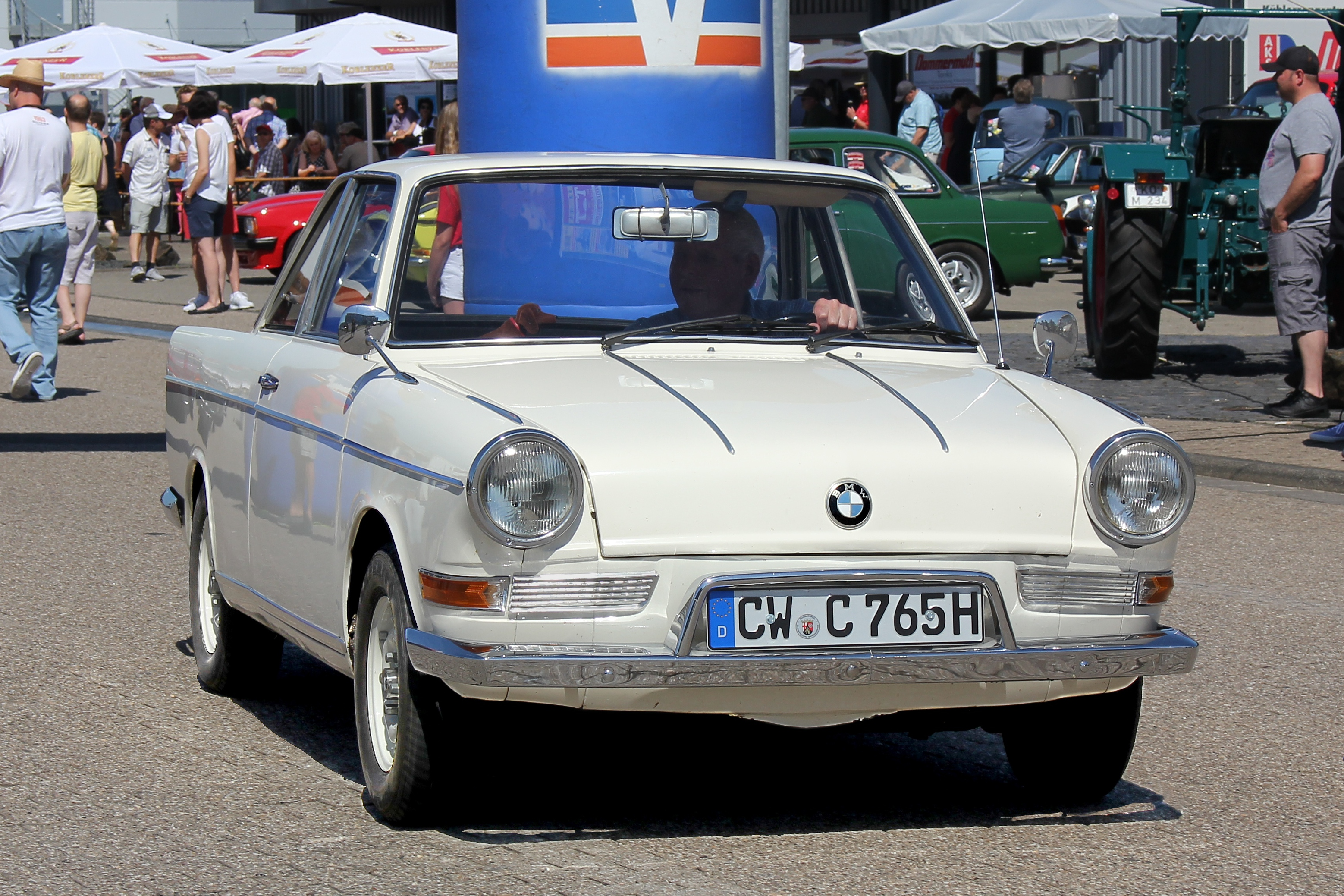
BMW 700 Coupé, 1959

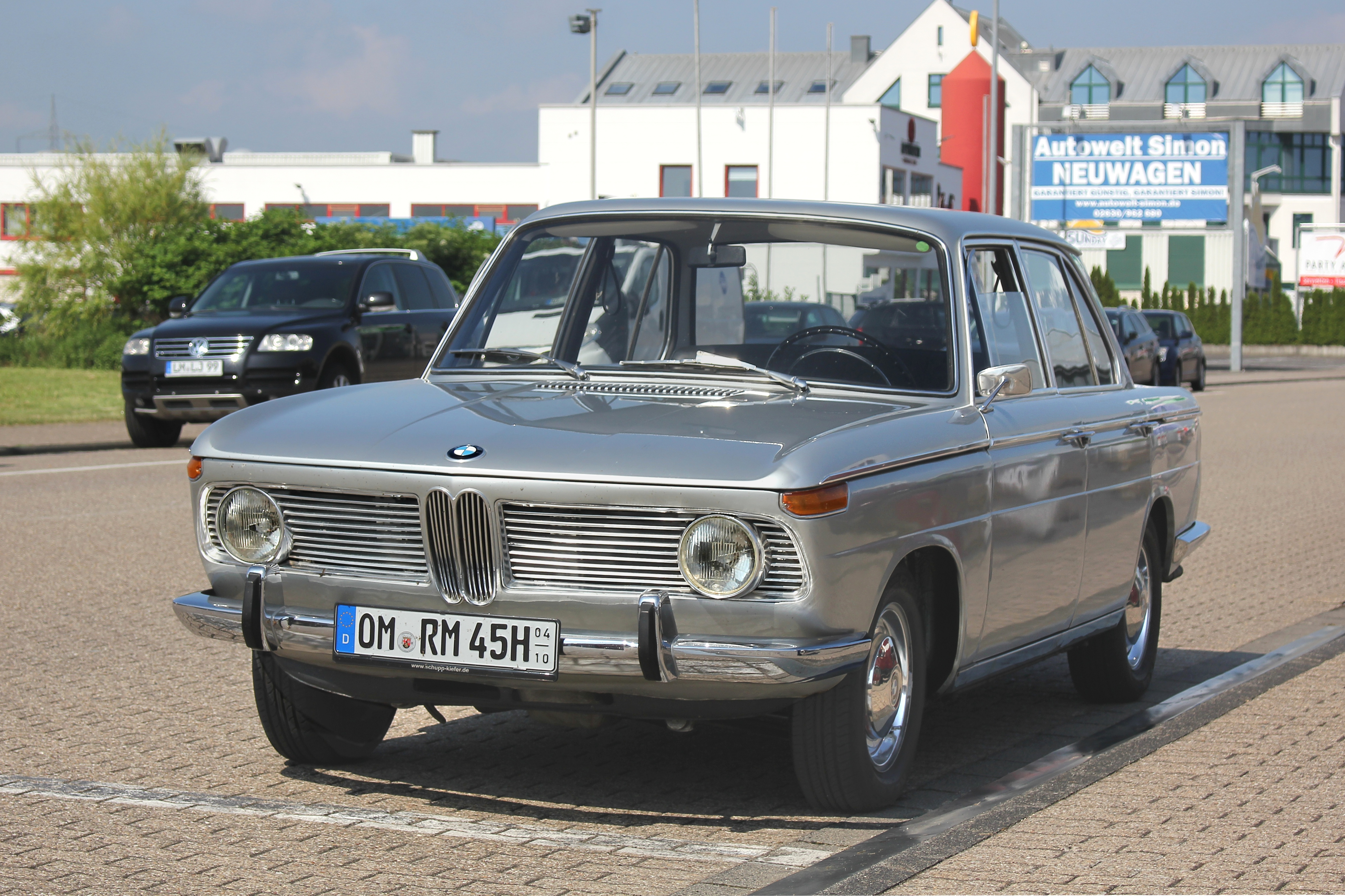
BMW „Neue Klasse“, ab 1962

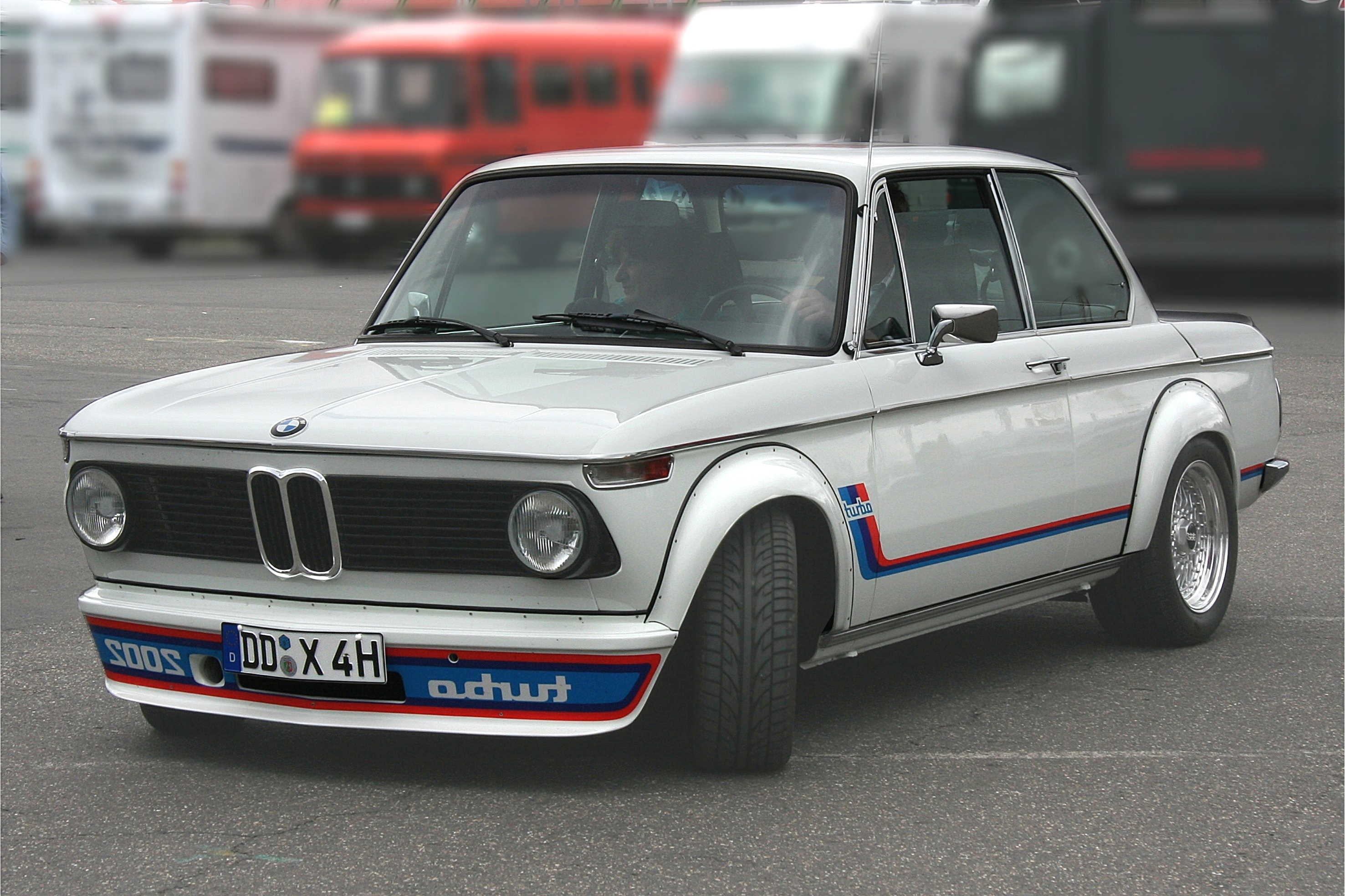
BMW 2002 Turbo, 1973

- 1917: Höhenflugmotor BMW IIIa, Sechszylinder-Reihe, 19 Liter, wassergekühlt, 136 kW (185 PS). Dauerflugrekord am 30. Dezember 1921 in den USA.
- 1918: Höhenflugmotor BMW IV, Sechszylinder-Reihe, 22,9 Liter, wassergekühlt, 184 kW (250 PS)
- 1919: Am 17. Juni stellt Franz Zeno Diemer mit dem BMW-IV-Motor einen Höhenweltrekord auf; er erreicht 9760 Meter.[1]
- 1919: Lastwagenmotor M4 A1, Vierzylinder-Reihe, 8.000 cm³, obenliegende Nockenwelle, 44 kW (60 PS)
- 1920: Bootsmotor M4 A12, Vierzylinder-Reihe, 8.000 cm³, obenliegende Nockenwelle, Wendegetriebe, 44 kW (60 PS)
- 1920: Kleinmotor M2 B15, Zweizylinder-Boxer, 500 cm³, erster Serienbau eines Boxermotors, 4,8 kW (6,5 PS)
- 1921: Compound-Motor für Personenwagen, Vierzylinder-Reihe, 8.000 cm³, obenliegende Nockenwelle, angebautes Zweigang-Getriebe, 44 kW (60 PS)
- 1923: Das erste BMW-Motorrad, die R 32 mit längs eingebauten Zweizylinder-Boxermotor (seitengesteuert (SV)), 500 cm³, 6,25 kW (8,5 PS) Leistung, angeblocktem Dreigang-Getriebe, Kardanantrieb und Doppel-Stahlrohrrahmen kommt auf den Markt
- 1924: Serienfertigung des verbesserten Flugmotors BMW IV, 22,9 Liter, jetzt mit 228 kW (310 PS)
- 1925: Motorrad R 37 mit obengesteuertem (OHV) Zweizylinder-Boxermotor, 500 cm³, 12 kW (16 PS), Stahlzylinder
- 1925: Erstes Motorrad mit Einzylindermotor: R 39 (OHV), 250 cm³, 4,8 kW (6,5 PS)
- 1926: Flugmotor BMW V, Sechszylinder-Reihenmotor, 24,3 Liter, 235 kW (320 PS), erste Blockbauweise
- 1926: Flugmotor BMW Va, Sechszylinder-Reihenmotor, 22,9 Liter, 235 kW (320 PS)
- 1926: Flugmotor BMW VI, Zwölfzylinder in V-Form 60 Grad, 46,9 Liter, 405 kW (550 PS), der meistgebaute wassergekühlte BMW-Flugmotor
- 1926: Motorrad R 42 mit Zweizylinder-Boxermotor (SV), 500 cm³, 8,8 kW (12 PS)
- 1927: Flugmotor BMW VII a, Zwölfzylinder in V-Form 60 Grad, 46,9 Liter, 441 kW (600 PS)
- 1927: Motorrad R 47 mit Zweizylinder-Boxermotor (OHV), 500 cm³, 13 kW (18 PS)
- 1928: Flugmotor BMW VIII U, Sechszylinder-Reihenmotor, 22,9 Liter, 390 kW (530 PS), Untersetzungs-Getriebe
- 1928: Flugmotor BMW-„Hornet“, Neunzylinder-Sternmotor, 27,7 Liter, 386 kW (525 PS), luftgekühlt (Lizenzbau des Pratt & Whitney Hornet A)
- 1928: Motorrad R 52 mit Zweizylinder-Boxermotor (SV), 500 cm³, 8,8 kW (12 PS)
- 1928: Motorrad R 57 mit Zweizylinder-Boxermotor (OHV), 500 cm³, 13 kW (18 PS)
- 1928: Motorrad R 62 mit Zweizylinder-Boxermotor (SV), 750 cm³, 13 kW (18 PS) (erste 750-cm³-Maschine)
- 1929: Erster BMW-Pkw: BMW 3/15 („BMW-Dixi“), Vierzylinder-Motor, 750 cm³, 11 kW (15 PS), Lizenzbau des englischen Austin Seven
- 1929: Motorrad R 63 mit Zweizylinder-Boxermotor (OHV), 750 cm³, 18 kW (24 PS)
- 1930: Flugmotor BMW X a, Fünfzylinder-Sternmotor, 2,9 Liter, 50 kW (68 PS), luftgekühlt[17]
- 1930: Motorrad R 11 mit Zweizylinder-Boxermotor (SV), 750 cm³, 15 kW (20 PS), erster Pressstahlrahmen
- 1930: Motorrad R 16 mit Zweizylinder-Boxermotor (OHV), 750 cm³, 24 kW (33 PS)
- 1931: Flugmotor BMW VIII, Sechszylinder-Reihenmotor, 22,9 Liter, 390 kW (530 PS)
- 1931: Flugmotor BMW IX, Zwölfzylinder-Motor in V-Form 60 Grad, 46,9 Liter, 588 kW (800 PS)
- 1931: Motorrad R 2 mit Einzylinder-Motor (OHV), 200 cm³, 4,4 kW (6 PS)
- 1932: Personenwagen AM1 bis AM4 mit Vierzylinder-Reihenmotor, 795 cm³, 14,7 (20 PS), (erste Eigenkonstruktion)
- 1932: Motorrad R 4 mit Einzylinder-Motor (OHV), 400 cm³, 10 kW (14 PS)
- 1932: Dreirad-Transportwagen BMW F 76 mit Einzylinder-Motor, 200 cm³, und 1933 BMW F 79, 400 cm³, Kardanantrieb
- 1933: Erster BMW-Pkw mit Sechszylindermotor, BMW 303, 1175 cm³, 22 kW (30 PS)
- 1933: 68 PS-Klein-Motor, ein luftgekühlter Sternmotor mit 11½ l/h Durchschnittsbrennstoffverbrauch für Sportflugzeuge[18]
- 1934: Flugmotor BMW 132 Dc, Neunzylinder-Sternmotor, 27,7 Liter, 625 kW (850 PS), Motortausch in 25 Minuten,[19] Weiterentwicklung des Pratt & Whitney Hornet B
- 1934: BMW 309, Pkw mit Vierzylinder-Reihenmotor, 875 cm³, 16 kW (22 PS)
- 1934: BMW 315, Pkw mit Sechszylinder-Reihenmotor, 1.490 cm³, 25 kW (34 PS)
- 1935: BMW 315/1, Pkw mit Sechszylinder-Reihenmotor, 1.490 cm³, 29 kW (40 PS)
- 1935: BMW 319 und 319/1, Pkw mit Sechszylinder-Reihenmotor, 1.911 cm³, 33 oder 40 kW (45 o. 55 PS)
- 1935: BMW 320, Pkw mit Sechszylinder-Reihenmotor, 1.975 cm³, 33 kW (45 PS)
- 1935: Motorrad BMW R 12, erstes in Serie hergestelltes Motorrad mit ölgedämpfter Teleskopgabel
- 1936: BMW 326 Pkw mit Sechszylinder-Reihenmotor, 1.975 cm³, 38 kW (50 PS), Drehstabfederung der Hinterachse
- 1936: BMW 328 Roadster mit Sechszylinder-Reihenmotor, 1.975 cm³, 59 kW (80 PS)
- 1936: BMW 329 Cabriolet mit Sechszylinder-Reihenmotor, 1.975 cm³, 33 kW (45 PS)
- 1936: Motorrad R 3 mit Einzylinder-Motor (OHV), 300 cm³, 8,1 kW (11 PS)
- 1936: Motorrad R 20 mit Einzylinder-Motor, 200 cm³, 5,9 kW (8 PS)
- 1936: Motorrad R 5 mit Zweizylinder-Boxermotor (OHV), 500 cm³, 18 kW (24 PS)
- 1936: Motorrad R 6 mit Zweizylinder-Boxermotor (SV), 600 cm³, 13 kW (18 PS), Wiedereinführung des Doppel-Stahlrohrrahmens
- 1937: BMW 327 Coupé und Cabriolet mit Sechszylinder-Reihenmotor, 1.975 cm³, 40 kW (55 PS)
- 1937: BMW 325, Leichter Einheits-PKW für die Wehrmacht, Sechszylinder-Reihenmotor, 1.975 cm³, 38 kW (50 PS), Allradlenkung und Allradantrieb
- 1937: Motorrad R 35 mit Einzylinder-Motor (OHV), 350 cm³, 10 kW (14 PS)
- 1938: Motorräder R 51 (OHV), R 61 (SV), R 66 (OHV), R 71 (SV) mit Zweizylinder-Boxermotor, erstmals mit gefedertem Hinterrad (Geradweg-Federung)
- 1939: Beginn der Entwicklung des Strahltriebwerks BMW 003 bei der Brandenburgische Motorenwerke GmbH (Bramo) in Berlin
- 1940: Serienproduktion des 14-Zylinder-Doppelstern-Flugmotors BMW 801 für das Jagdflugzeug Fw 190 und das Kampfflugzeug Ju 88
- 1940: Motorrad R 75 mit angetriebenem Seitenwagen für die Wehrmacht
- 1952: BMW 501, Oberklassewagen mit Sechszylinder-Reihenmotor, 1.971 cm³, 48 kW (65 PS)
- 1954: BMW 502, Erster BMW-Pkw mit Achtzylindermotor (V8), 2.580 cm³, 74 kW (100 PS)
- 1955: Sportwagen BMW 507 nach dem Entwurf von Albrecht Graf Goertz, V8-Motor, nur 252 Stück gebaut
- 1955: Pullman-Limousine BMW 505, als „Staatskarosse“ für Bundeskanzler Adenauer gedacht, nur zwei Musterwagen
- 1955: BMW Isetta, in Lizenz gebautes zweisitziges Rollermobil
- 1957: BMW 600, viersitziger Kleinwagen mit Heckmotor und Fronttür, eine Seitentür hinten rechts
- 1959: BMW 700, erster BMW mit selbsttragender Karosserie, Design von Giovanni Michelotti, lieferbar als Coupé, Limousine und Cabriolet, Beginn einer lohnenden Großserienfertigung nach dem Krieg[20]
- 1961: Vorstellung des viertürigen Mittelklassewagens BMW 1500 („Neue Klasse“) auf der IAA; die Serienproduktion begann 1962. – Rund 17 Jahre nach dem Ende des Zweiten Weltkriegs wird die mit dem BMW 700 begonnene Wende bei BMW verstärkt.[21]
- 1966: Einstellung der Achtzylinder-Baureihe (BMW 3200 CS), Vorstellung des zweitürigen BMW 1600-2, zwei Jahre später kommt der BMW 2002 ti
- 1968: Vorstellung des 2500 mit Sechszylinder-Reihenmotor[22]
- 1969: Vorstellung der völlig neu entwickelten /5-Motorräder mit Gleitlagermotoren: R 50/5, R 60/5, R 75/5
- 1972: BMW 520 und 520i ersetzen die Viertürer der Neuen Klasse als erste Modelle der 5er-Reihe.
- 1973: BMW 2002 Turbo – Erster deutscher Serien-Pkw mit Turbolader
- 1974: Weiterentwicklung der /5-Motorradreihe zur /6-Reihe: R 60/6, R 75/6, R 90/6 und als Spitzenmodell die legendäre R 90 S
- 1975: Die erste BMW-3er-Reihe mit der Bezeichnung E21 erscheint auf dem Markt.
- 1976: Nachfolgemodelle /7: R 60/7, R 75/7 (später R 80/7) und R 100/7 sowie der ersten vollverkleideten Serienmaschine R 100 RS mit 51 kW (70 PS)

### Ab 1977

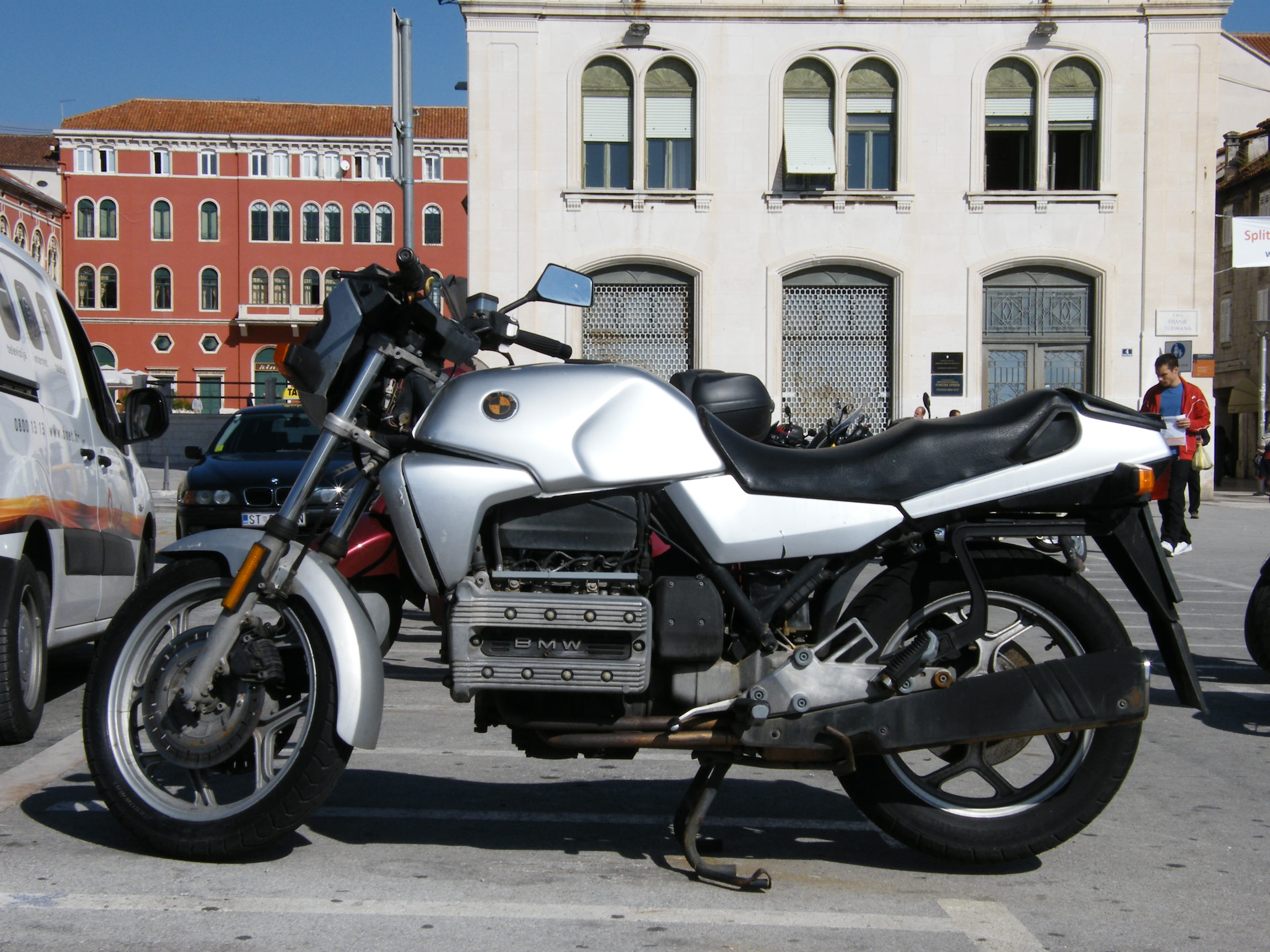
BMW K 100, erstes BMW-Motorrad mit Vierzylinder-Reihenmotor, 1983

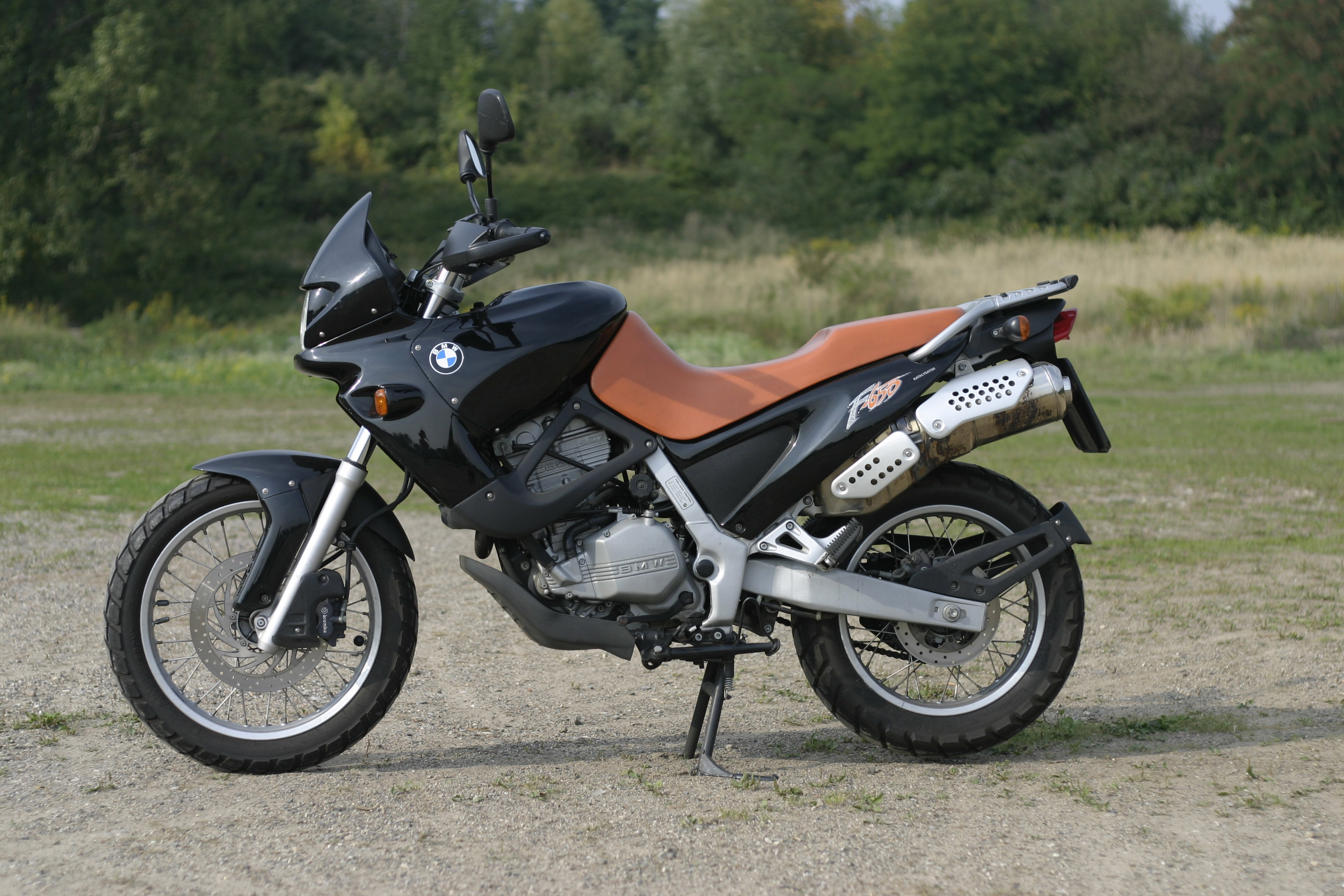
BMW F 650 von 1993, erste BMW mit quer eingebautem Motor und Kettenantrieb

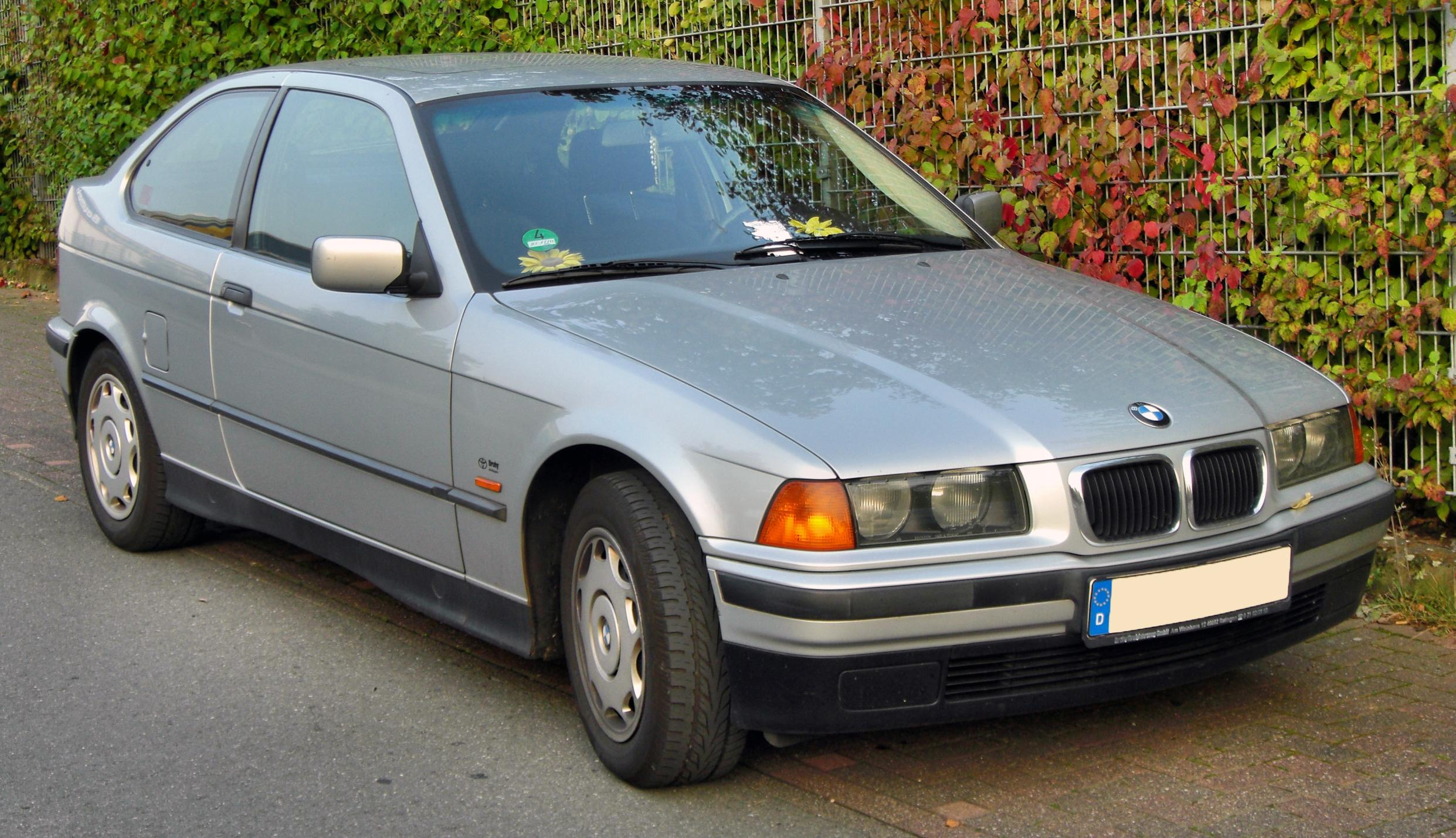
3er compact, ab 1994

- 1977: Die 7er-Reihe ersetzt die Limousinen 2500 – 3.3 Li; damit führt BMW auch das Antiblockiersystem ABS ein.
- 1980: Mit der R 80 G/S wird die erste Serien-Reiseenduro vorgestellt. Das Modell wird ein großer Erfolg und sichert den Bestand der BMW-Motorradherstellung.
- 1981: Auf der IAA wird die zweite Generation der 5er-Reihe vorgestellt.[23]
- 1982: Im November Markteinführung der zweiten Generation der 3er-Reihe[24]
- 1983: Motorradbaureihe K 100, erste BMW mit längs eingebautem liegendem Vierzylinder-Reihenmotor, 1.000 cm³, 66 kW (90 PS)
- 1985: Motorradbaureihe K 75 mit längs eingebautem liegendem Dreizylinder-Reihenmotor, 750 cm³, 55 kW (75 PS)
- 1985: Vorstellung des 325i Cabrios als Vollcabriolet ohne Überrollbügel[25]
- 1986: Zweite Generation der 7er-Reihe (Beleg siehe 1987 750i)
- 1987: BMW 750i mit 12-Zylinder-Motor BMW M70; der erste deutsche Serien-Zwölfzylindermotor seit dem Zweiten Weltkrieg[26]
- 1988: Dritte Generation der 5er-Reihe[27]
- 1988: BMW K 100 LT als erstes Motorrad der Welt mit elektronisch geregeltem Antiblockiersystem (ABS) lieferbar[28]
- 1989: Produktionsbeginn des Roadsters BMW Z1, von dem innerhalb von zwei Jahren genau 8000 Stück gebaut werden (senkrecht hebende Türen)
- 1989: Auf der IAA wird das Oberklasse-Coupé 850i mit 12-Zylinder-Motor BMW M70 vorgestellt.[29]
- 1990: Ende des Jahres wird die viertürige Limousine der dritten Generation der 3er-Reihe vorgestellt.[30]
- 1991: Einführung des Xenonlichtes in der 7er-Reihe (E32)
- 1992: Vorstellung der 2-türigen Version (nun als „Coupé“ bezeichnet) dritte Generation der 3er-Reihe (Beleg siehe 1990).
- 1993: Vorstellung des Cabrios der dritten Generation der 3er-Reihe (Beleg siehe 1990).
- 1993: BMW F 650, erstes BMW-Motorrad seit 30 Jahren mit Einzylindermotor und erstmals mit Kettenantrieb; der Motor ist keine BMW-Eigenkonstruktion.[31]
- 1994: Ablösung der traditionsreichen Motorrad-Zweiventil-Zweizylinder-Boxermotoren durch ein neu entwickeltes Vierventil-Aggregat, um strengere Umweltauflagen erfüllen zu können.

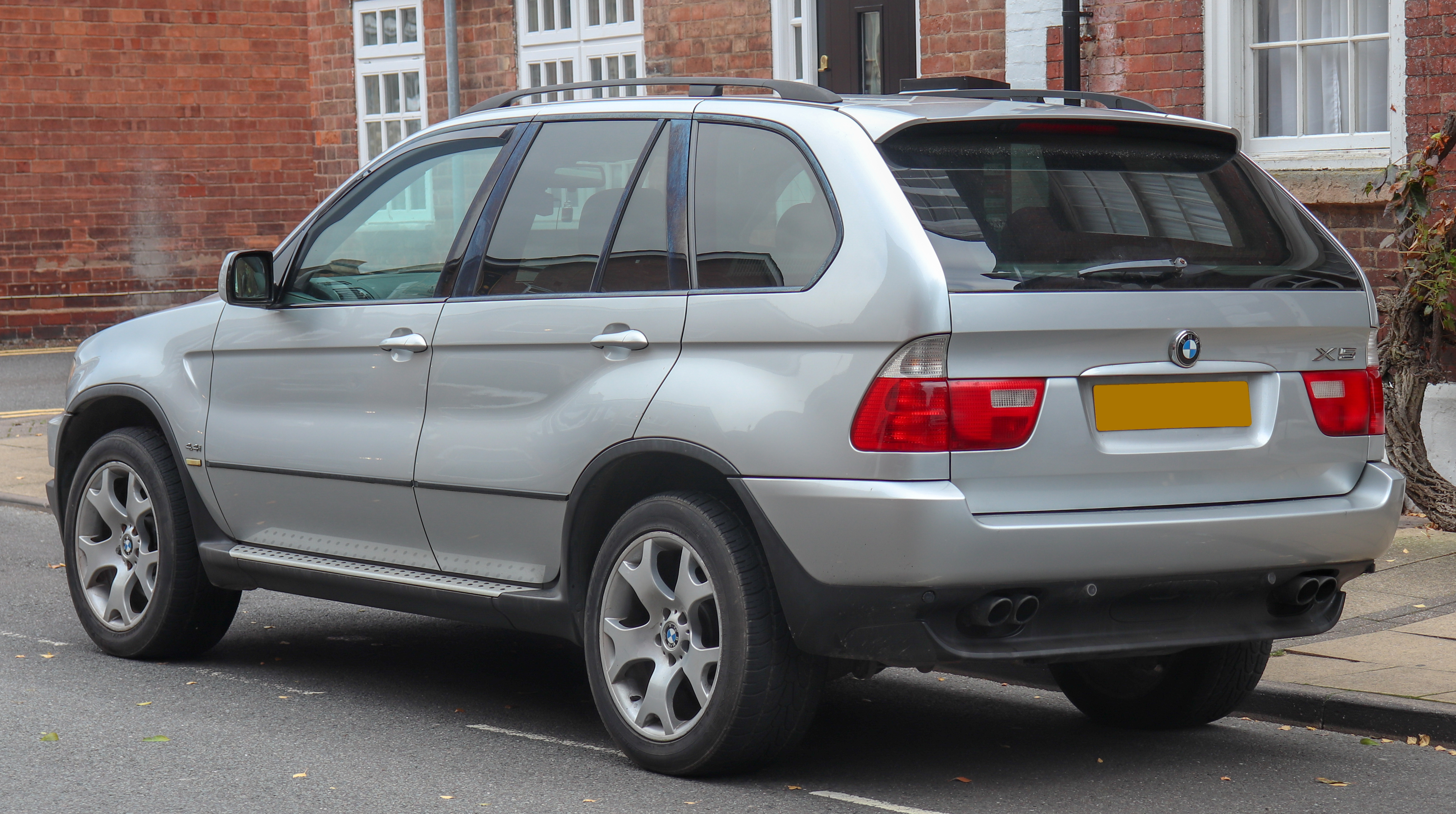
BMW X5, erstes SUV von BMW, 1999

- 1994: Mit dem teilweise einfacher konstruierten[32] und günstiger herzustellenden E36-Ableger Compact mit Schrägheck unternahm BMW den ersten Schritt in die Golfklasse.
- 1994: Vorstellung des neuen 7ers E38. Zu Beginn Sechs- und Achtzylindermotoren mit dem weltweit ersten Navigationssystem ab Werk als Extra, komplett eingebunden in die Armaturen des Fahrzeuges. Funktionen: Navigation, DSP, TV, Radio, Bordcomputer.
- 1995: Vorstellung des Z3 im Spielfilm „James Bond 007 – GoldenEye“
- 1995: Vorstellung des BMW 5er (E39) auf der IAA Frankfurt
- 1998: Im Mai startet die vierte Generation der 3er-Reihe[5]
- 1999: Das erste „Sports Activity Vehicle“ von BMW, das SUV X5, wird vorgestellt
- 1999: Produktionsbeginn des 1992 auf der IFMA in Köln vorgestellten Rollers BMW C1
- 2001: Einführung des elektronischen Bedienkonzeptes iDrive in der 7-er-Reihe (E65/66)
- 2002: Der Z4 Roadster wird eingeführt.
- 2003: Die Produktion des neuen 6er-Coupés beginnt.
- 2004: Der Einser wird eingeführt.
- 2004: BMW K 1200 S, erstes BMW-Motorrad mit quer eingebautem Vierzylinder-Reihenmotor
- 2005: Auf dem Genfer Salon im Frühjahr stellt BMW die Limousine der 5ten Generation der 3er-Reihe vor.[33]
- 2006: Auf dem Automobilsalon in Genf wird ein Reihensechszylinder-Bi-Turbo-Motor mit 225 kW (306 PS) Leistung und 400 Nm maximalem Drehmoment vorgestellt. Ein weiteres Merkmal ist die Verwendung von Magnesium und Aluminium für den Motorblock.[34]
- 2006: Vorstellung des Z4 Coupés.
- 2006: Der neue BMW X5 der Baureihe E70 bietet bis zu 7 Sitzplätze
- 2007: Der BMW Hydrogen 7 ist serienreif und wird limitiert im BMW Group Werk Dingolfing produziert.
- 2007: Das neue 3er Cabrio erscheint mit dreiteiligem Klappdach in Stahlblech-Leichtbauweise.

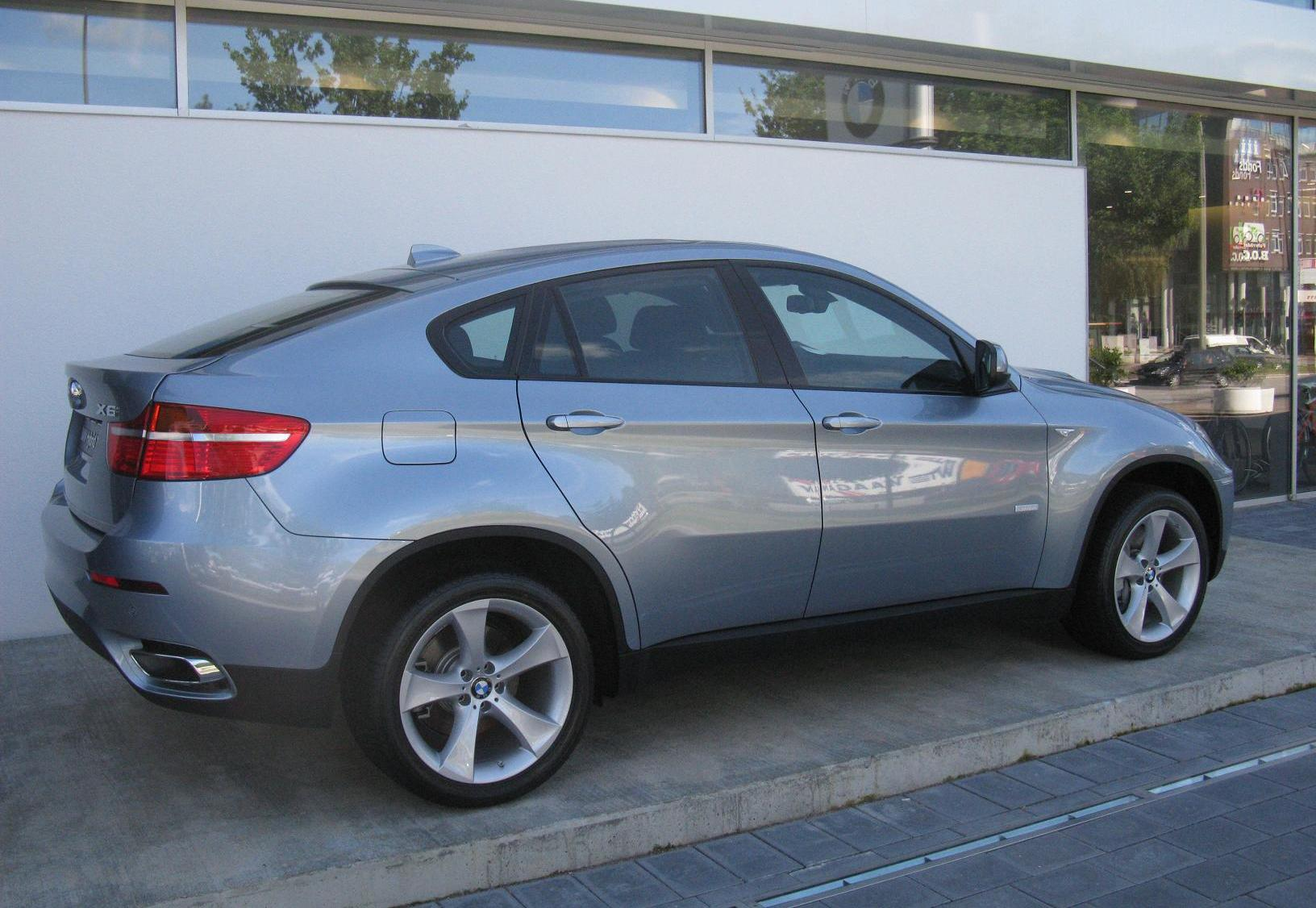
X6, erstes SUV-Coupé (Crossover), 2008

- 2007: Erweiterung der 1er-Reihe um einen Dreitürer, ein Coupé und ein Cabrio
- 2008: Im April stellt BMW das Supersport-Motorrad S 1000 RR mit 147 kW (200 PS) aus 1 l Hubraum vor.[35][36]
- 2008: Der X6 ist das erste SUV-Coupé und damit ein Vorreiter der neuen Fahrzeugkategorie.[37]
- 2008: September Facelift des 3er, Oktober Vorstellung des BMW Concept X1 auf der Pariser Motorshow
- 2008: November Neuauflage der 7er Reihe
- 2008: 12 Stück des Werkrennwagens BMW Z4 M Coupé werden gebaut.[38]
- 2009: Neuer Z4 wird vorgestellt
- 2009: Oktober Weltpremiere des 5er Gran Turismo, X1 und Concept Vision Efficient Dynamics auf der IAA in Frankfurt
- 2009: Vorstellung der Neuauflage des 5er (F10)
- 2010: Januar Weltpremiere des BMW Concept ActiveE auf der NAIAS
- 2010: März Facelift des 3er Cabrios und Coupés sowie X5 und X6
- 2010: April Weltpremiere des BMW Gran Coupé
- 2011: September IAA Vorstellung Neuauflage 1er-Reihe (F20)

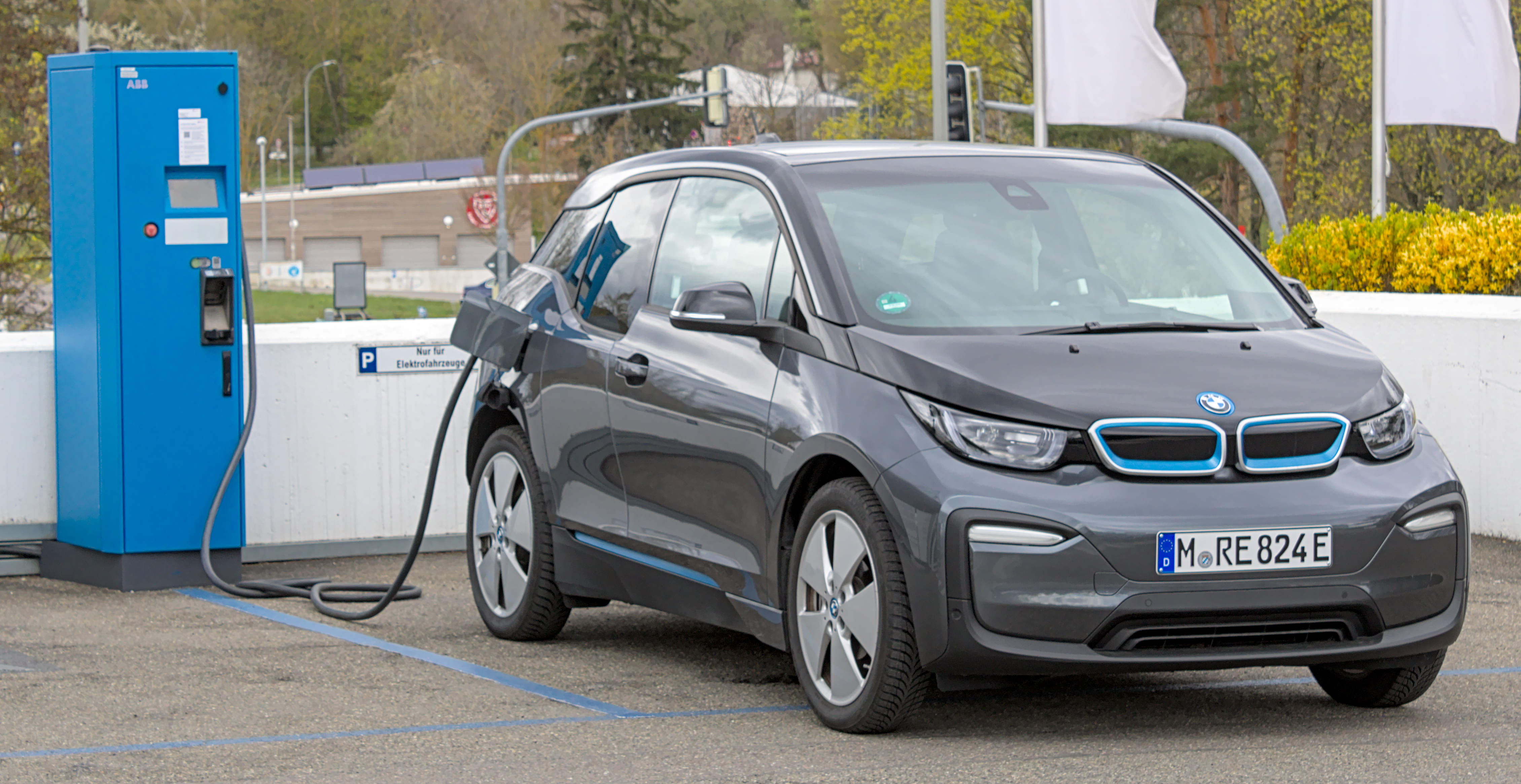
Elektroauto BMW i3, ab 2013

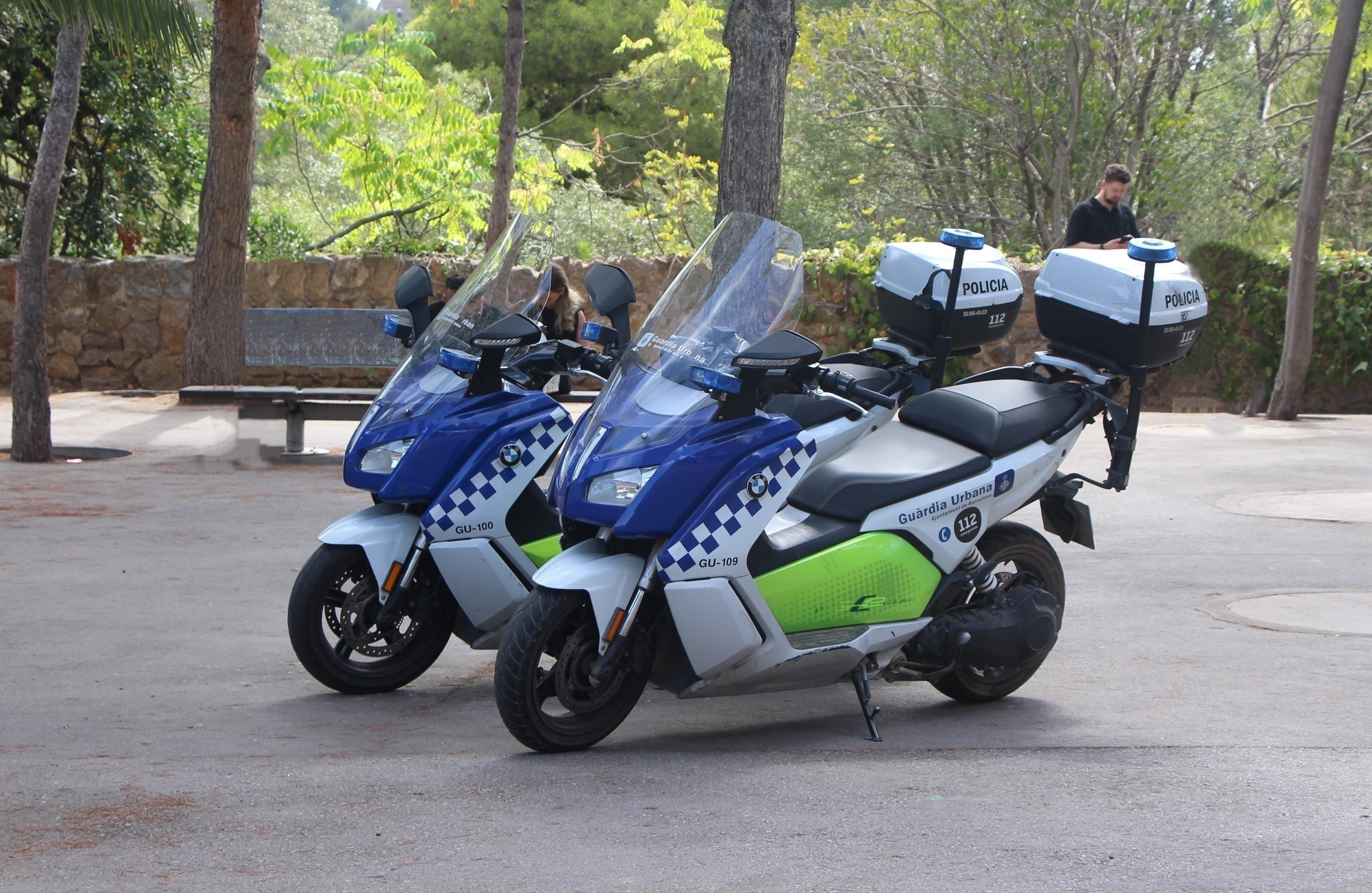
Elektroroller C evolution (hier spanische Polizeiversion), seit 2014

- 2011: 14. Oktober: Offizielle Vorstellung Neuauflage BMW 3er Reihe (F30)
- 2012: Dezember 4er Coupé (F32)[39]
- 2013: Januar Weltpremiere des 3er Gran Turismo
- 2013: April Weltpremiere des SUV-Coupés X4, einer verkleinerten Variante des X6[40]
- 2013: Ende Juli Präsentation in London, New York und Peking des Elektroautos BMW i3 (I01), das erste Serienfahrzeug mit einer Fahrgastzelle aus kohlenstofffaserverstärktem Kunststoff (CFK)[41]
- 2013: September Präsentation des Plug-in-Hybrid-Sportwagens BMW i8[42]
- 2014: Viertüriges BMW 4er-Gran Coupé F36[39]
- 2014: Erster Elektroroller C evolution wird in Kleinserie hergestellt
- 2015: Der 5er GT mit Brennstoffzelle des Toyota Mirai wird gezeigt, seine Hinterachse wird von einem 180 kW (245 PS)-Elektromotor angetrieben.
- 2015: Premiere des 7er G11 auf der IAA
- 2016/7: Vorstellung der Neuauflage des 5er G30/G31

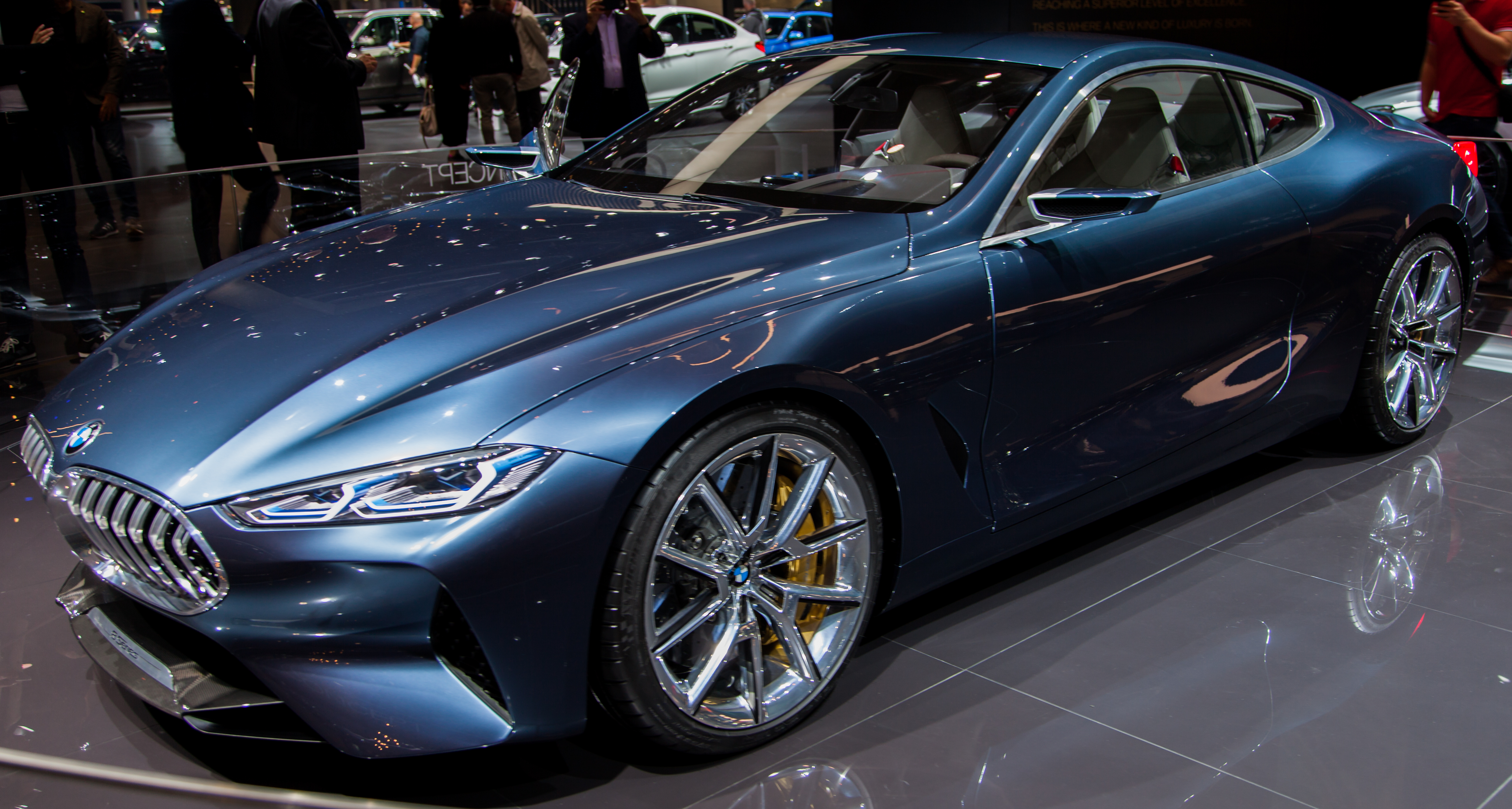
BMW Concept 8er Coupé, 2017

- 2017: Im Mai Vorstellung des BMW Concept 8er Coupé[43]
- 2017: Auf der IAA im September wird die zweite Generation des X3 (G01) vorgestellt. Er erreicht einen cw-Wert von 0,29.[44]
- 2017: Im Dezember Vorstellung des i8 Roadster auf der LA Auto Show[45]
- 2018: Im März geht der kleine Crossover X2 (F39) in Serie,[46] im April sollen die ersten X4 (G02) der zweiten Generation ausgeliefert werden.[47] Auf der Auto China 2018 in Beijing wird erstmals der rein elektrisch angetriebene BMW Concept iX3 vorgestellt, was die Einführung der fünften Generation der E-Antriebstechnologie beinhaltet.[48]
- 2018: Im August wird die dritte Generation des Z4 vorgestellt.[49]
- 2018: Im Oktober werden auf dem Pariser Autosalon die siebte Generation der 3er-Limousine und der neue X5, beide nutzen die neue CLAR-Plattform[50][51], gezeigt.
- 2018: Ende Oktober wird mit dem X7 das bislang größte BMW-SUV vorgestellt,[52] im November das 8er Cabrio.[53]
- 2019: Am 9. März kam die siebte Generation des Dreier in den Handel.
- 2019: Auf der IAA wurde die dritte Generation des 1er und als Ausblick auf den nächsten 4er das zweitürige Coupé Concept 4 vorgestellt.[54]

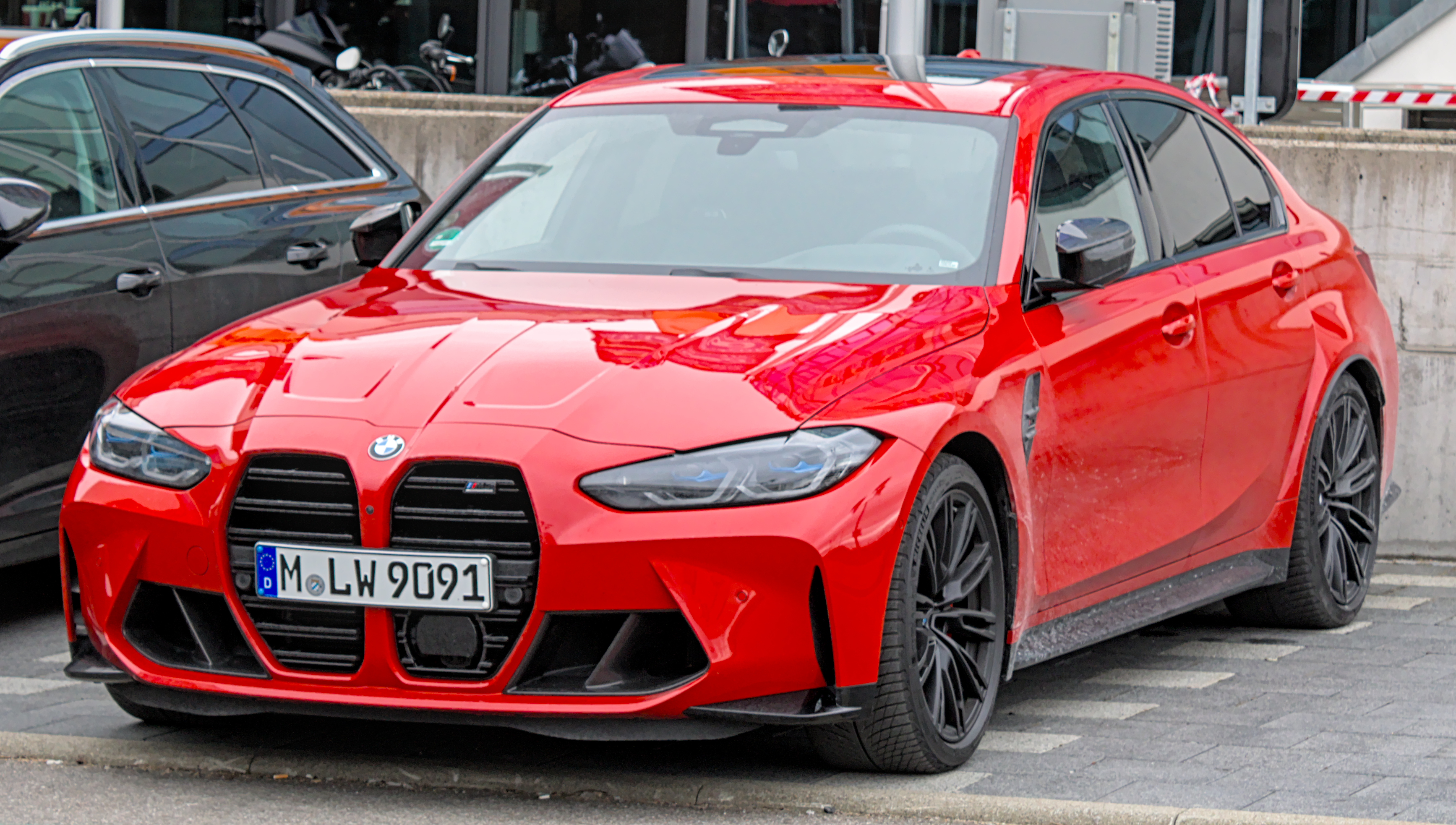
M3 2021 mit der beim Vierer-Coupé eingeführten großen Niere

- 2020: Auf dem Genfer Auto-Salon wollte BMW eine seriennahe Studie des BMW i4 präsentieren. Auf Grund der COVID-19-Pandemie wurde der Auto-Salon aber abgesagt, weshalb der BMW Concept i4 im Internet vorgestellt wurde. Das Fahrzeug trägt ein überarbeitetes BMW-Markenlogo, dessen äußerer bisher schwarzer Ring die Fahrzeugfarbe zeigt.[55]
- 2020: Im April kommt die BMW R 18, ein Cruiser im Retrodesign mit 1,8 l Boxermotor, in den Handel.[56]
- 2020: Gegen Ende Oktober kommt das neue Vierer-Coupé in den Handel; die eigenwillige Front der Studie wurde beibehalten.[57]
- 2020: Im November präsentierte BMW das rein batterieelektrisch angetriebene SUV BMW iX.[58]
- 2021: Im März kam die nächste Generation M3/M4 in den Handel.
- 2022: Im September wird mit dem Plug-In-Hybrid XM nach dem M1 das zweite Fahrzeug der BMW M GmbH vorgestellt.